# Tuyến Suin
Tuyến Suin (Suwon-Incheon) là tuyến tàu điện ngầm của Tàu điện ngầm Seoul phục vụ Vùng thủ đô Seoul.
Tuyến ban đầu, bị bỏ hoang vào 1995, là một trong số ít đường sắt khổ hẹp ở Hàn Quốc. Nó nối Suwon đến Namincheon thông qua Ansan và Siheung. Tuy nhiên, từ 28 tháng 12 năm 2004, tuyến Suin đang được xây dựng với Đường sắt khổ tiêu chuẩn và đường sắt đôi như một phần không thể thiếu của mạng lưới Tàu điện ngầm Seoul và mở cửa 3 đoạn mới.

## Lịch sử
2012:
30 tháng 6: Tuyến Suin được xây dựng lại chính thức mở cửa từ Oido đến Songdo.
2014:
27 tháng 12: Ga Darwol mở cửa.
2016:
27 tháng 2: Tuyến mở rộng phía Tây từ Songdo đến Incheon.

### Tương lai
Ga Hagik lên kế hoạch mở cửa nằm giữa Songdo và đại học Inha vào năm 2017.
Giai đoạn 3 của Tuyến Suin, sẽ mở rộng tuyến theo hướng Đông từ Oido đến Suwon, sẽ cho phép các dịch vụ xuyên suốt Tuyến Bundang. Nó sẽ tạo ra một tuyến dài từ Ga Wangsimni đến Ga Incheon (dự kiến tuyến "Bundang-Suin").

## Ga
●: Dừng lại ở nhà ga

｜: Không dừng lại ở nhà ga

▲: Dịch vụ hạn chế (chỉ một số chuyến tàu dừng lại)

■ Đoạn được đánh dấu bằng màu tuyến của Tàu điện ngầm vùng thủ đô Seoul tuyến số 4  (Đại học Hanyang tại Ansan-Oido) có chung đường với Tàu điện ngầm vùng thủ đô Seoul tuyến số 4.
| Số ga                              | Tên ga                             | Tên ga                             | Tên ga                             | Tốc hành                           | Chuyển tuyến                       | Khoảng cách                        | Tổng khoảng cách                   | Vị trí                             | Vị trí                             | Ghi chú                            |
| Số ga                              | Tiếng Anh                          | Hangul                             | Hanja                              | Tốc hành                           | Chuyển tuyến                       | Khoảng cách                        | Tổng khoảng cách                   | Vị trí                             | Vị trí                             | Ghi chú                            |
| ↑ Tuyến Bundang Hướng đi ga Maegyo | ↑ Tuyến Bundang Hướng đi ga Maegyo | ↑ Tuyến Bundang Hướng đi ga Maegyo | ↑ Tuyến Bundang Hướng đi ga Maegyo | ↑ Tuyến Bundang Hướng đi ga Maegyo | ↑ Tuyến Bundang Hướng đi ga Maegyo | ↑ Tuyến Bundang Hướng đi ga Maegyo | ↑ Tuyến Bundang Hướng đi ga Maegyo | ↑ Tuyến Bundang Hướng đi ga Maegyo | ↑ Tuyến Bundang Hướng đi ga Maegyo | ↑ Tuyến Bundang Hướng đi ga Maegyo |
| ---------------------------------- | ---------------------------------- | ---------------------------------- | ---------------------------------- | ---------------------------------- | ---------------------------------- | ---------------------------------- | ---------------------------------- | ---------------------------------- | ---------------------------------- | ---------------------------------- |
| K245                               | Suwon                              | 수원                               | 水原                               | ●                                  | (P155) Tuyến Gyeongbu              |                                    | 0.0                                | Gyeonggi-do                        | Suwon-si                           |                                    |
| K246                               | Gosaek                             | 고색                               | 古索                               | ●                                  | 2.7                                | 2.7                                | 2.7                                | Gyeonggi-do                        | Suwon-si                           |                                    |
| K247                               | Omokcheon (Đại học nữ Suwon)       | 오목천 (수원여대)                  | 梧木川                             |                                    | 1.6                                | 1.6                                | 4.3                                | Gyeonggi-do                        | Suwon-si                           |                                    |
| K248                               | Eocheon                            | 어천                               | 漁川                               |                                    | 5.1                                | 9.4                                | Hwaseong-si                        | Gyeonggi-do                        |                                    |                                    |
| K249                               | Yamok                              | 야목                               | 野牧                               |                                    | 2.6                                | 12.0                               | Hwaseong-si                        | Gyeonggi-do                        |                                    |                                    |
| K250                               | Sa-ri                              | 사리                               | 四里                               |                                    | 4.7                                | 16.7                               | Ansan-si                           | Gyeonggi-do                        |                                    |                                    |
| K251                               | Đại học Hanyang tại Ansan          | 한대앞                             | 漢大앞                             | (449)                              | 2.2                                | 18.9                               | Ansan-si                           | Gyeonggi-do                        |                                    |                                    |
| K252                               | Jungang                            | 중앙                               | 中央                               |                                    | 1.6                                | 20.5                               | Ansan-si                           | Gyeonggi-do                        |                                    |                                    |
| K253                               | Gojan                              | 고잔                               | 古棧                               |                                    | 1.4                                | 21.9                               | Ansan-si                           | Gyeonggi-do                        |                                    |                                    |
| K254                               | Choji (Đại học Shinansan)          | 초지 (신안산대학교)                | 草芝                               | (S26)                              | 1.5                                | 23.4                               | Ansan-si                           | Gyeonggi-do                        |                                    |                                    |
| K255                               | Ansan                              | 안산                               | 安山                               |                                    | 1.8                                | 25.2                               | Ansan-si                           | Gyeonggi-do                        |                                    |                                    |
| K256                               | Singiloncheon                      | 신길온천                           | 新吉溫泉                           |                                    | 2.2                                | 27.4                               | Ansan-si                           | Gyeonggi-do                        |                                    |                                    |
| K257                               | Jeongwang                          | 정왕                               | 正往                               |                                    | 2.9                                | 30.3                               | Siheung-si                         | Gyeonggi-do                        |                                    |                                    |
| K258                               | Oido                               | 오이도                             | 烏耳島                             | ●                                  | (456)                              | 1.4                                | Siheung-si                         | Gyeonggi-do                        | 31.7                               |                                    |
| K259                               | Darwol                             | 달월                               | 達月                               | ｜                                 |                                    | 2.1                                | Siheung-si                         | Gyeonggi-do                        | 33.8                               |                                    |
| K260                               | Wolgot                             | 월곶                               | 月串                               | ｜                                 |                                    | 1.5                                | Siheung-si                         | Gyeonggi-do                        | 35.3                               |                                    |
| K261                               | Soraepogu                          | 소래포구                           | 蘇萊浦口                           | ●                                  |                                    | 1.3                                | 36.6                               | Incheon                            | Namdong-gu                         |                                    |
| K262                               | Incheon Nonhyeon                   | 인천논현                           | 仁川論峴                           | ●                                  |                                    | 1.0                                | 37.6                               | Incheon                            | Namdong-gu                         |                                    |
| K263                               | Hogupo                             | 호구포                             | 虎口浦                             | ｜                                 |                                    | 1.3                                | 38.9                               | Incheon                            | Namdong-gu                         |                                    |
| K264                               | Khu công nghiệp Namdong            | 남동인더스파크                     | 南洞産業團地                       | ｜                                 |                                    | 1.3                                | 40.2                               | Incheon                            | Namdong-gu                         |                                    |
| K265                               | Woninjae                           | 원인재                             | 源仁齋                             | ●                                  | (I130)                             | 1.0                                | 41.2                               | Incheon                            | Yeonsu-gu                          |                                    |
| K266                               | Yeonsu                             | 연수                               | 延壽                               | ●                                  |                                    | 0.9                                | 42.1                               | Incheon                            | Yeonsu-gu                          |                                    |
| K267                               | Songdo                             | 송도                               | 松島                               | ｜                                 |                                    | 2.7                                | 44.8                               | Incheon                            | Yeonsu-gu                          |                                    |
| K268                               | Hagik (Chưa mở)                    | 학익                               | 鶴翼                               | ｜                                 |                                    |                                    |                                    | Incheon                            | Michuhol-gu                        |                                    |
| K269                               | Đại học Inha                       | 인하대                             | 仁荷大                             | ●                                  |                                    | 2.4                                | 47.2                               | Incheon                            | Michuhol-gu                        |                                    |
| K270                               | Sungui (Bệnh viện Đại học Inha)    | 숭의 (인하대병원)                  | 崇義                               | ｜                                 |                                    | 1.8                                | 49.0                               | Incheon                            | Michuhol-gu                        |                                    |
| K271                               | Sinpo                              | 신포                               | 新浦                               | ｜                                 |                                    | 1.5                                | 50.5                               | Incheon                            | Jung-gu                            |                                    |
| K272                               | Incheon                            | 인천                               | 仁川                               | ●                                  | (161)                              | 1.1                                | 51.6                               | Incheon                            | Jung-gu                            |                                    |
|                                    | -                                  | (Phần cuối)                        | -                                  |                                    |                                    | 0.7                                | 52.3                               |                                    |                                    |                                    |

### Ga cũ
| Ga                          | Hangul          | Hanja           | Tuyến kết nối                       | Năm đóng | Vị trí      | Vị trí     |
| --------------------------- | --------------- | --------------- | ----------------------------------- | -------- | ----------- | ---------- |
| Suwon                       | 수원            | 水原            | Tuyến 1 Tuyến Gyeongbu Tuyến Suryeo | 1995     | Gyeonggi-do | Suwon      |
| Gosaek                      | 고색            | 古索            |                                     | 1974     | Gyeonggi-do | Suwon      |
| Eocheon                     | 어천            | 漁川            |                                     | 1995     | Gyeonggi-do | Hwaseong   |
| Yamok                       | 야목            | 野牧            |                                     | 1995     | Gyeonggi-do | Hwaseong   |
| Sari                        | 사리            | 四里            |                                     | 1995     | Gyeonggi-do | Ansan      |
| Đại học Hanyang tại Ansan   | 한대앞          | 漢大前站        | Tuyến Ansan (Tuyến chung)           | 1995     | Gyeonggi-do | Ansan      |
| Jungang                     | 중앙            | 中央            | Tuyến Ansan (Tuyến chung)           | 1994     | Gyeonggi-do | Ansan      |
| Kojan                       | 고잔            | 古棧            | Tuyến Ansan (Tuyến chung)           | 1994     | Gyeonggi-do | Ansan      |
| Ansan                       | 안산            | 安山            | Tuyến Ansan (Tuyến chung)           | 1994     | Gyeonggi-do | Ansan      |
| Jeongwang                   | 정왕            | 正往            |                                     | 1994     | Gyeonggi-do | Siheung    |
| Darwol                      | 달월            | 達月            |                                     | 1994     | Gyeonggi-do | Siheung    |
| Sorae                       | 소래포구        | 蘇來            |                                     | 1994     | Incheon     | Namdong-gu |
| Nonhyeon                    | 논현            | 論峴            |                                     | 1992     | Incheon     | Namdong-gu |
| Namdong                     | 남동            | 南洞            |                                     | 1992     | Incheon     | Namdong-gu |
| Songdo                      | 송도            | 松島            |                                     | 1992     | Incheon     | Yeonsu-gu  |
| Yonghyeon                   | 용현            | 龍現            |                                     | 1973     | Incheon     | Nam-gu     |
| Incheon Harbor (Namincheon) | 인천항 (남인천) | 仁川港 (南仁川) |                                     | 1973     | Incheon     | Nam-gu     |

## Hình ảnh
Một vài hình ảnh ga Suwon hướng đi Namincheon.

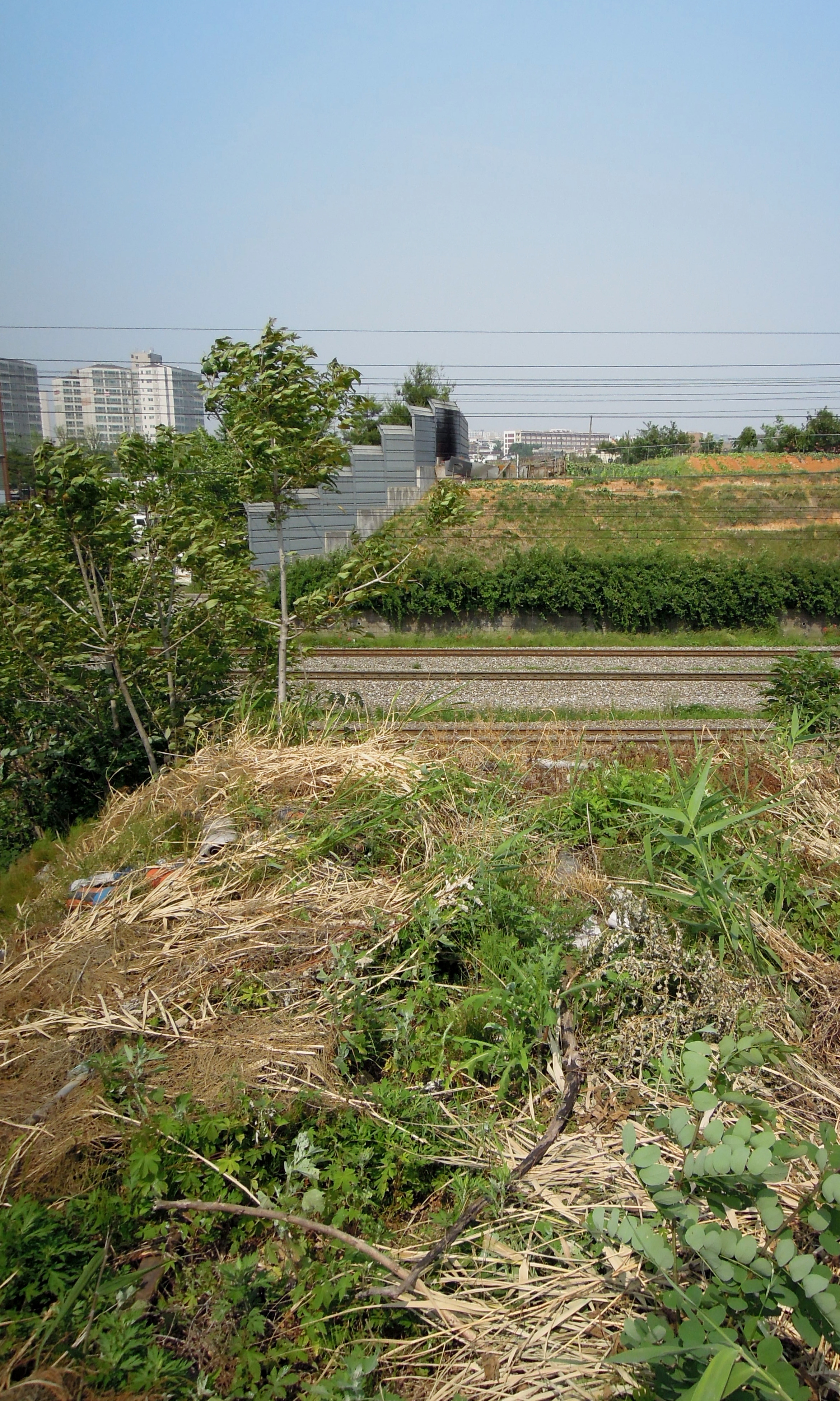
Tuyến Gyeongbu ở Seryu-dong, Suwon
37°15′19″B 127°0′21″Đ / 37,25528°B 127,00583°Đ
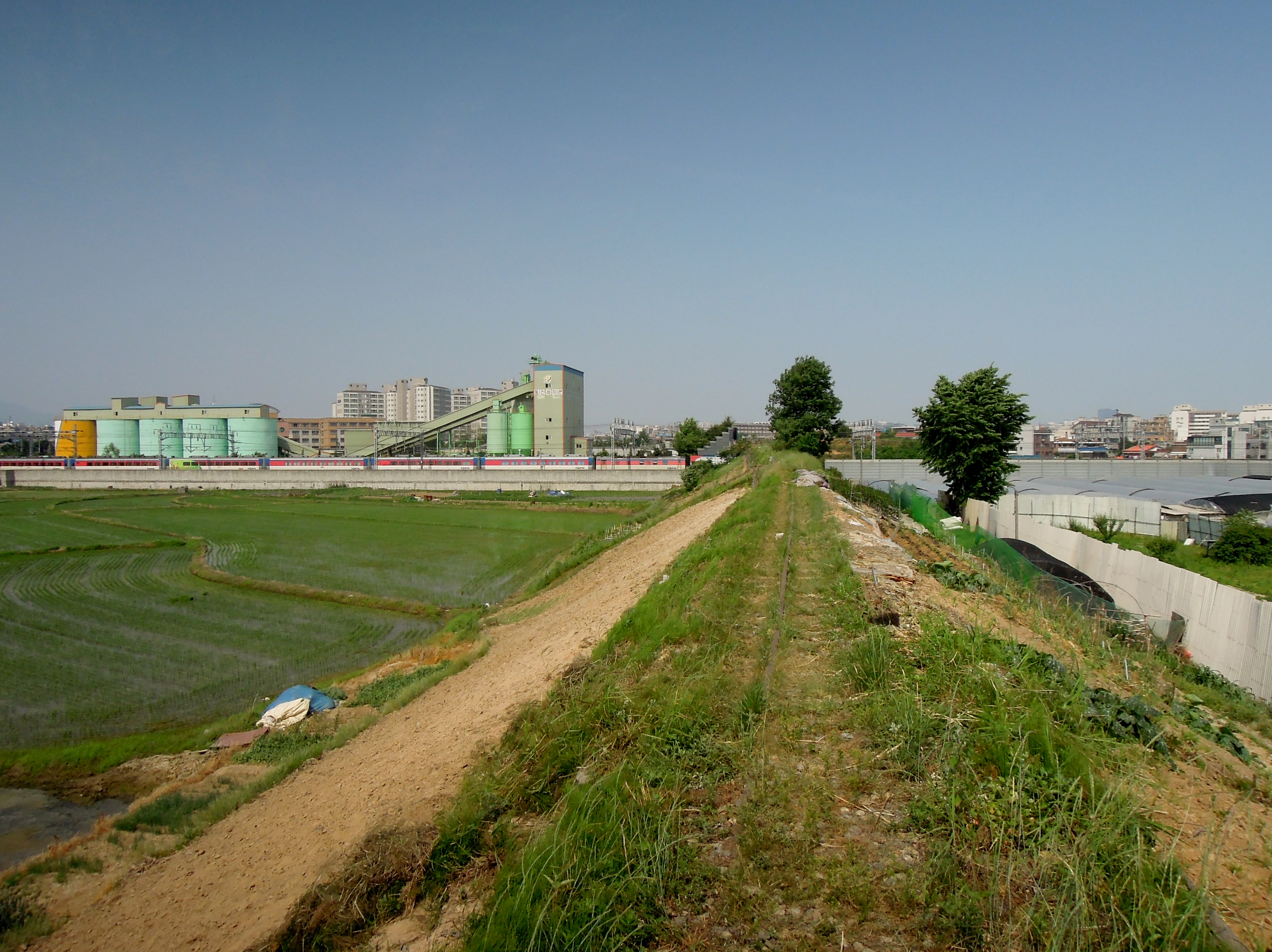
Ở Seryu-dong, Suwon
37°15′17″B 127°00′17″Đ / 37,25472°B 127,00472°Đ
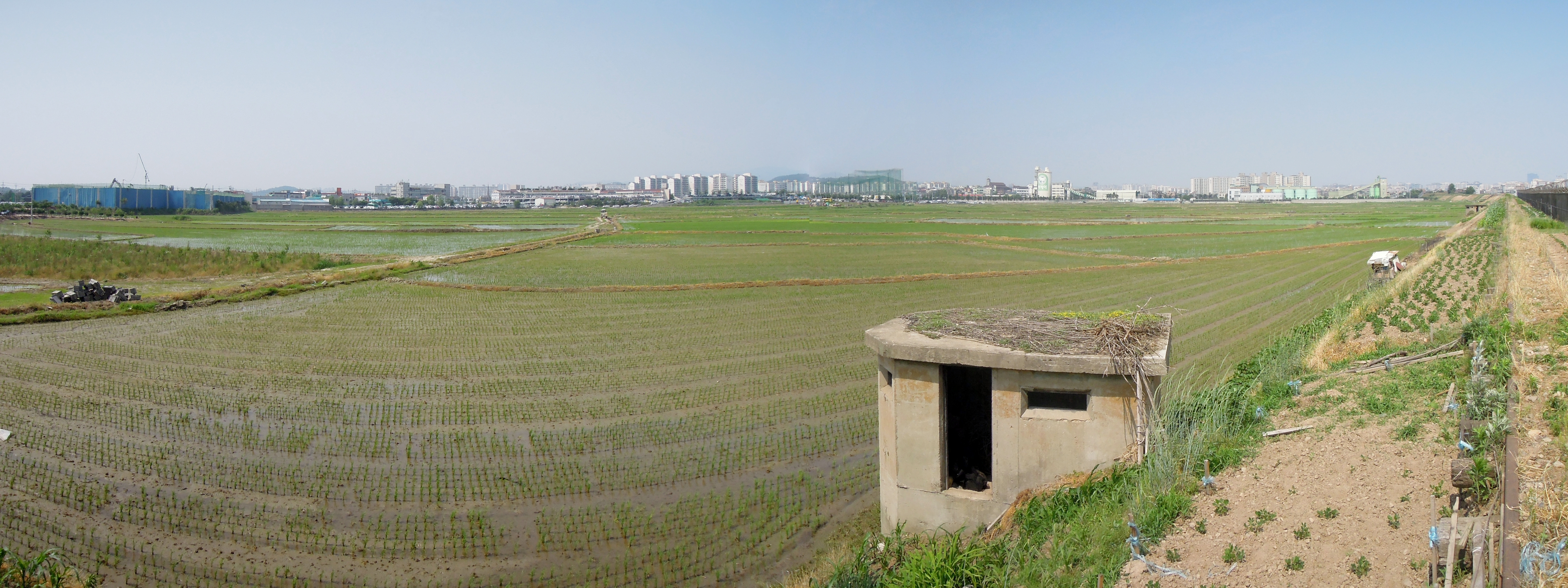
Seryu-dong, Suwon
37°15′13″B 126°59′54″Đ / 37,25361°B 126,99833°Đ
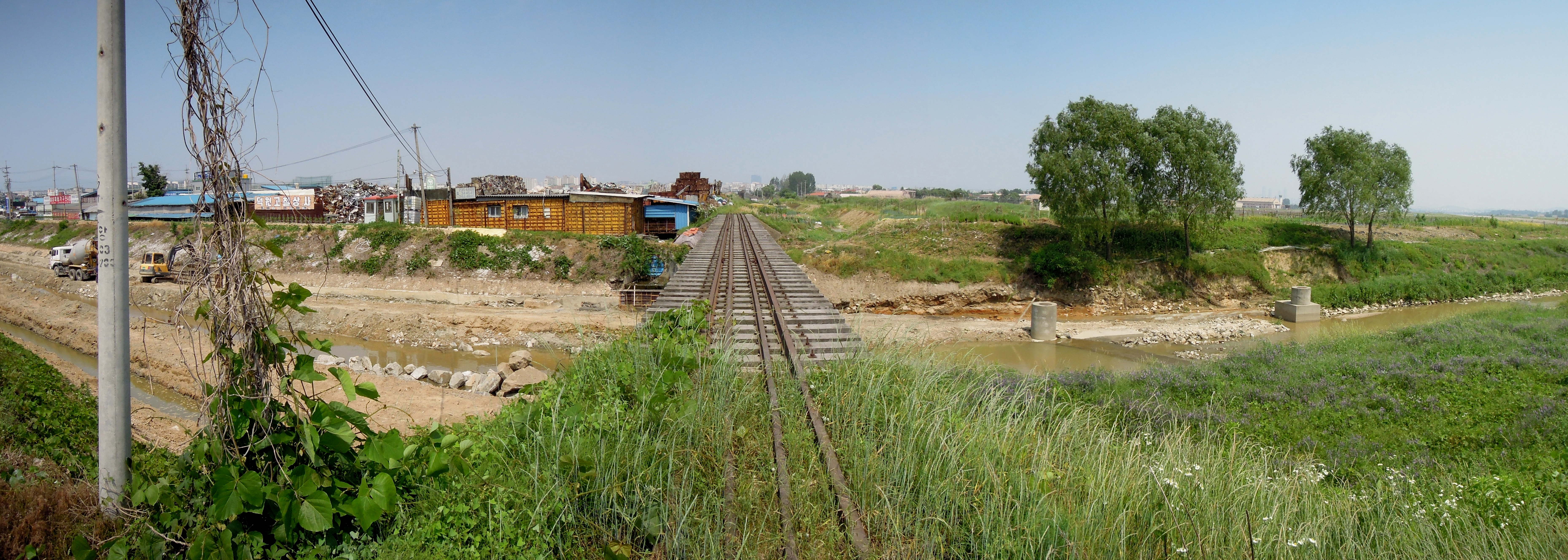
Băng qua Seohocheon ở Pyeong-dong, Suwon 37°15′11″B 126°59′40″Đ / 37,25306°B 126,99444°Đ
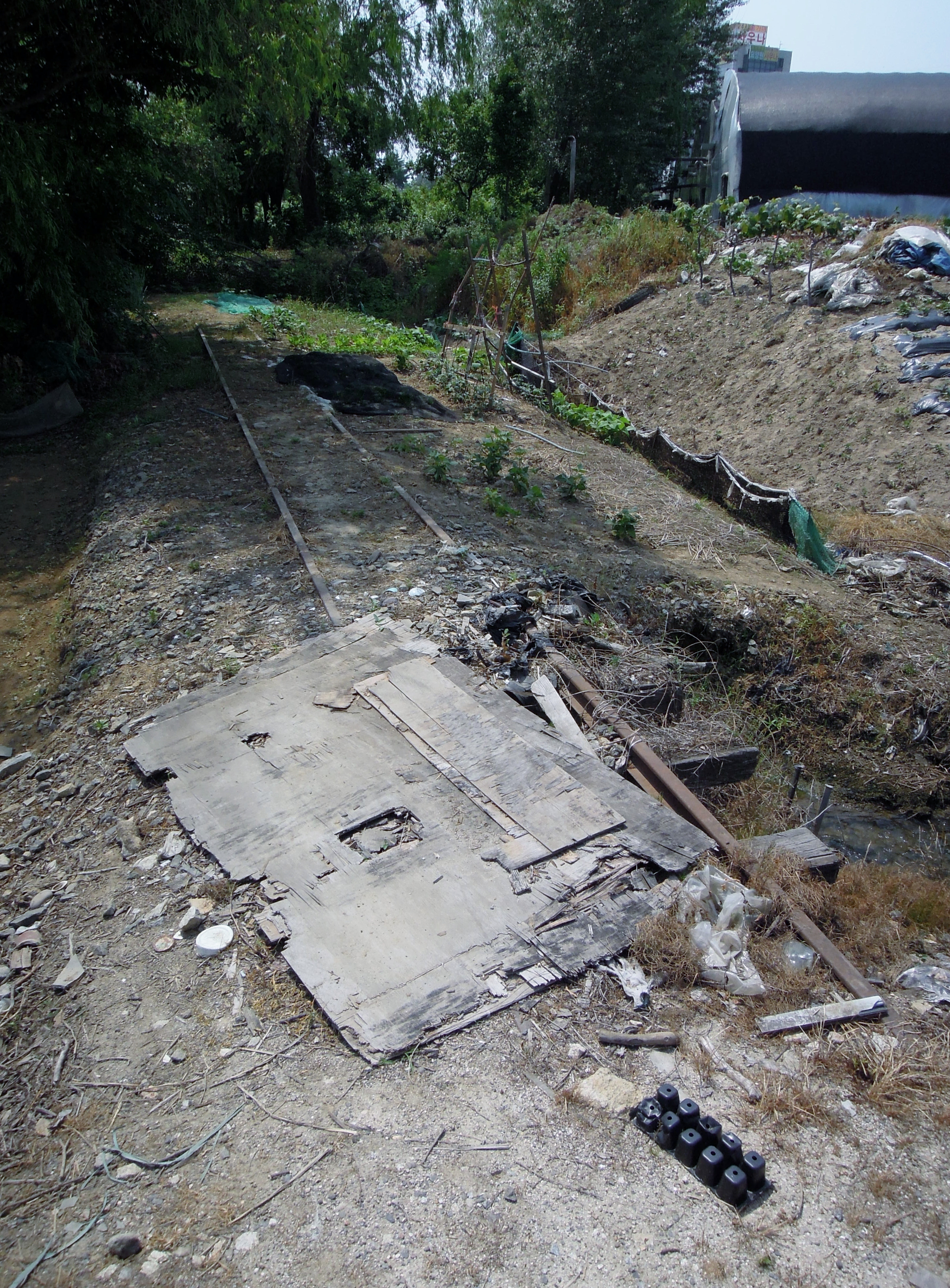
Ở Pyeong-dong, Suwon
37°15′8″B 126°59′21″Đ / 37,25222°B 126,98917°Đ
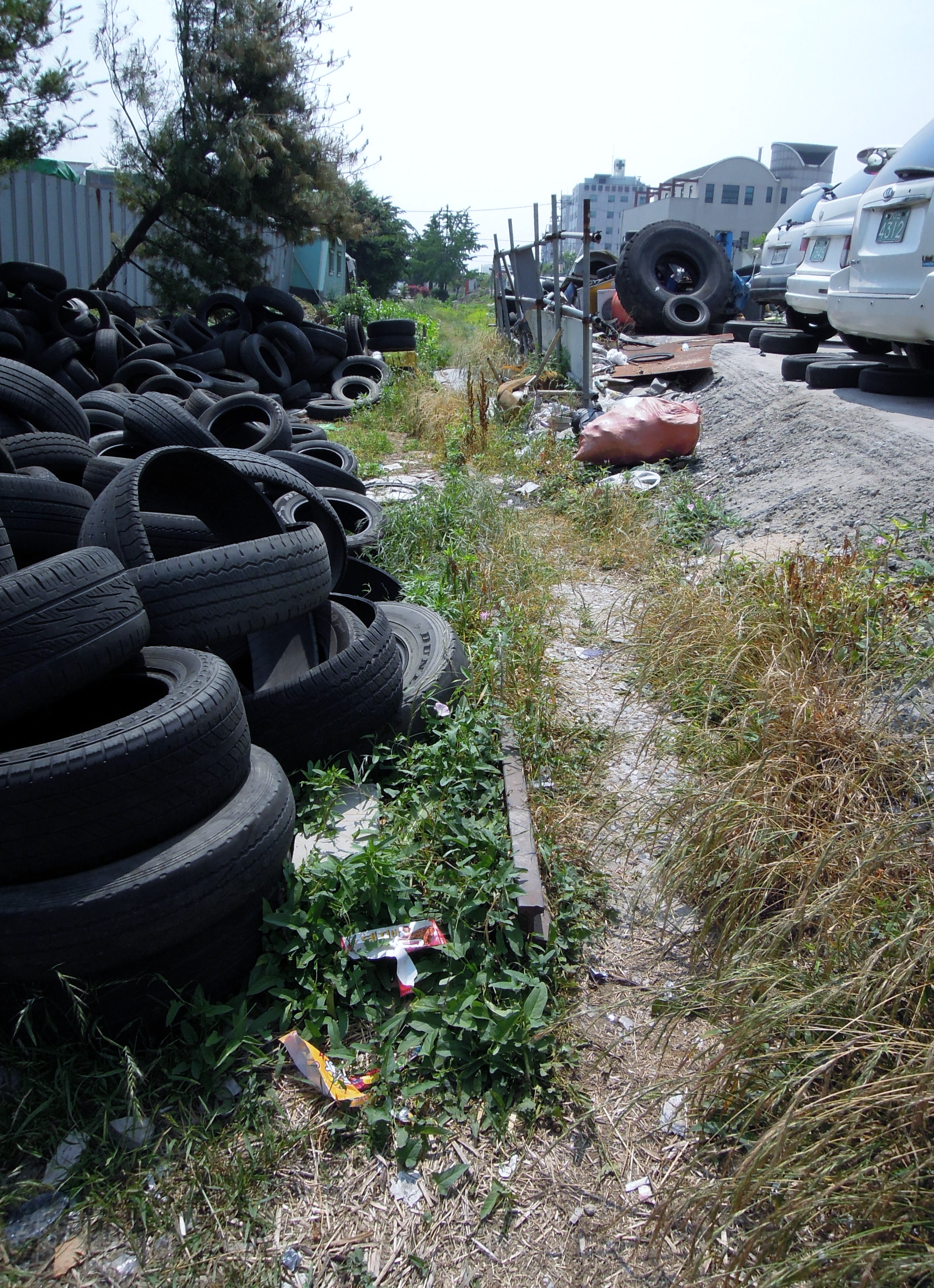
Ở Pyeong-dong, Suwon
37°15′6″B 126°59′11″Đ / 37,25167°B 126,98639°Đ
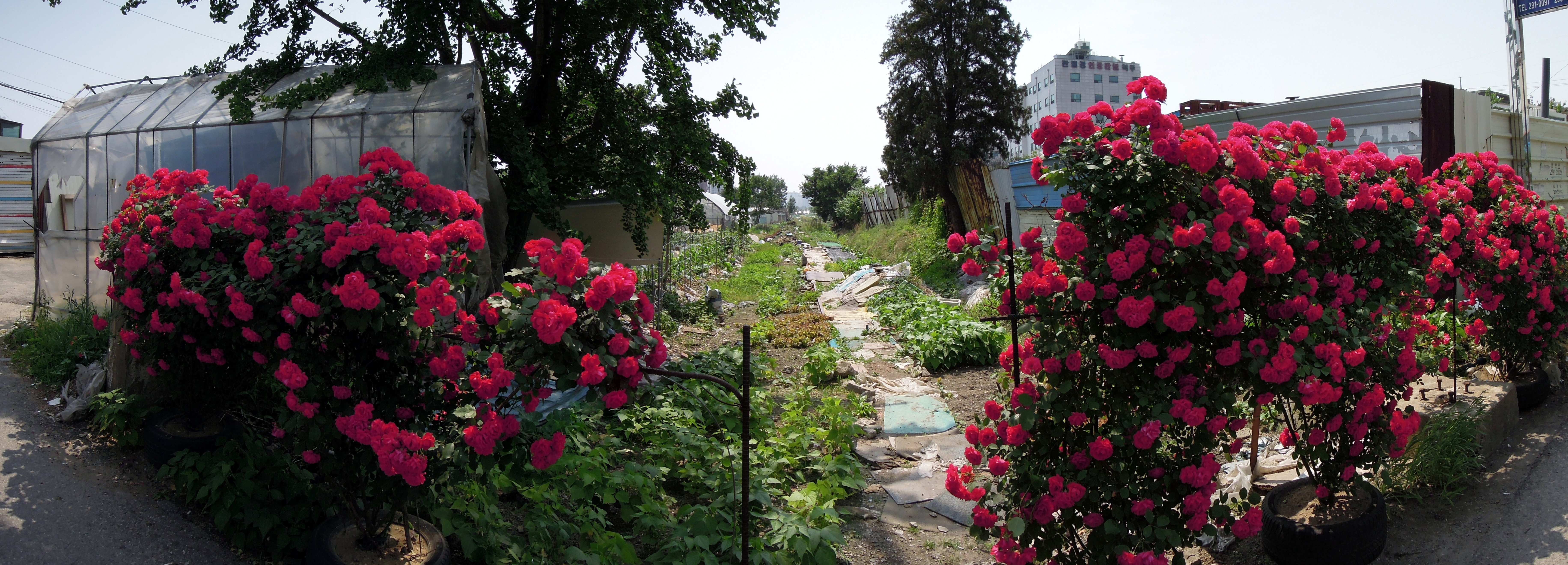
Ở Pyeong-dong, Suwon
37°15′5″B 126°59′6″Đ / 37,25139°B 126,985°Đ
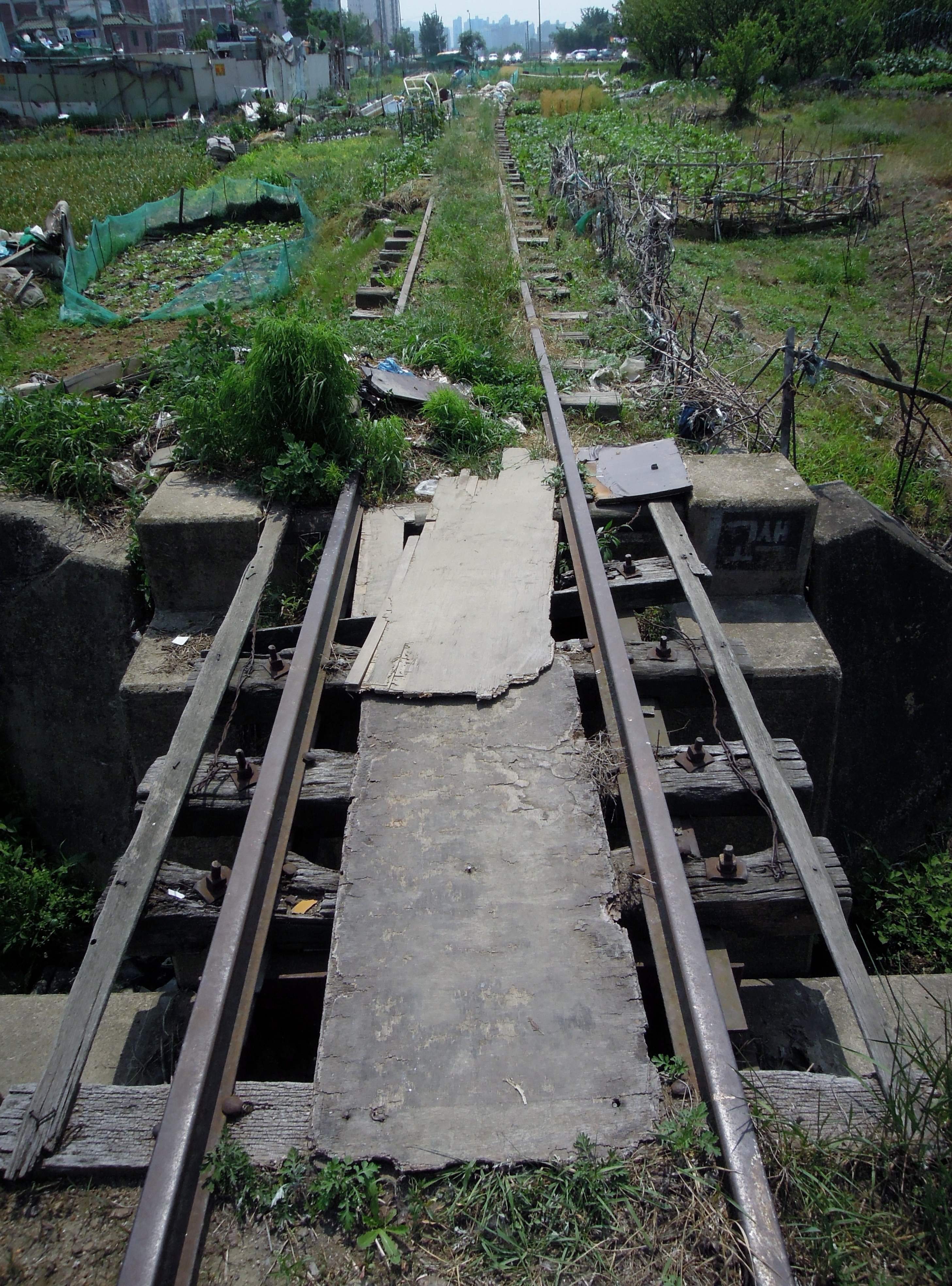
Ở Pyeong-dong, Suwon
37°15′3″B 126°59′0″Đ / 37,25083°B 126,98333°Đ
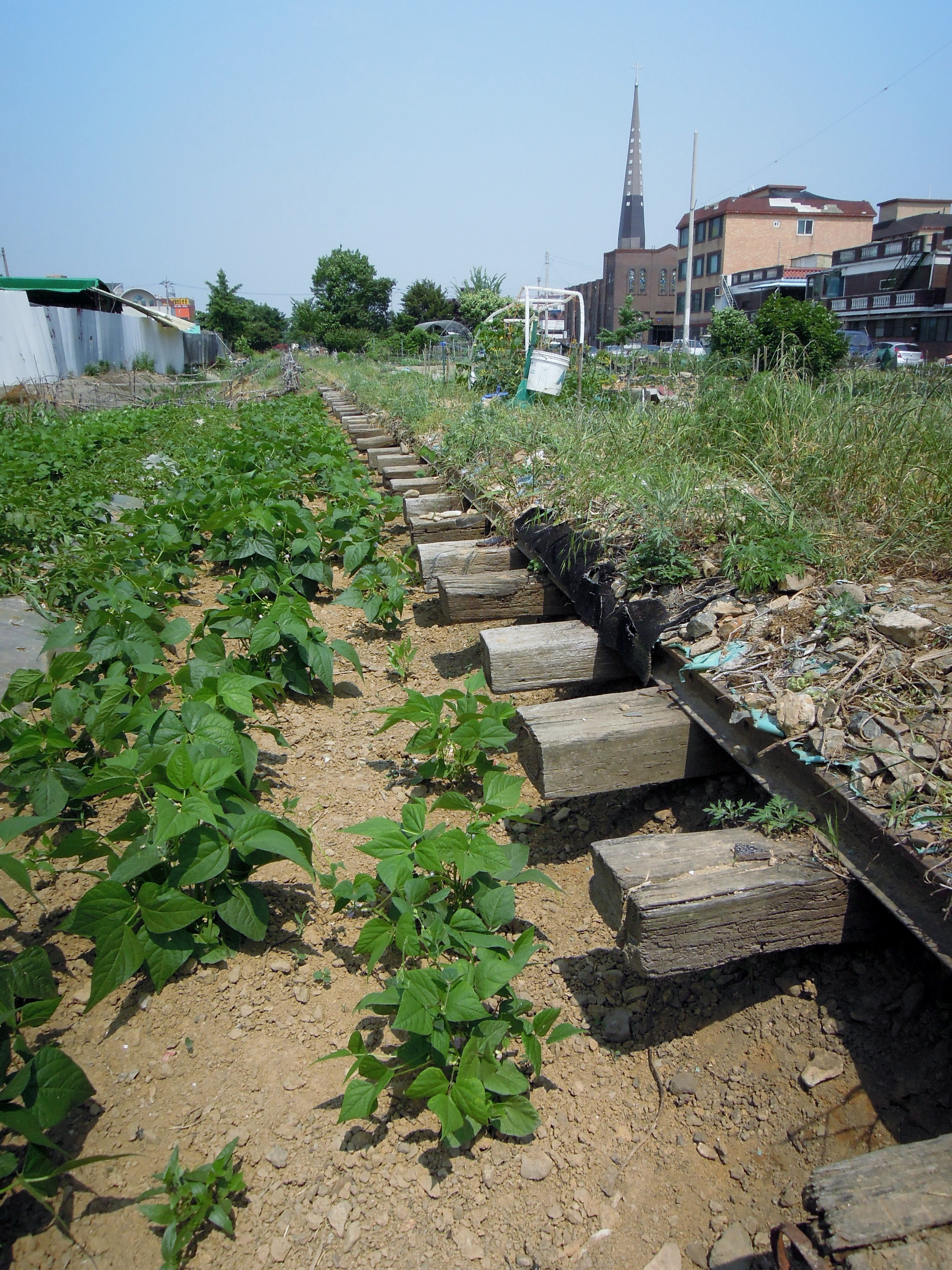
Ở Pyeong-dong, Suwon
37°15′2″B 126°58′58″Đ / 37,25056°B 126,98278°Đ
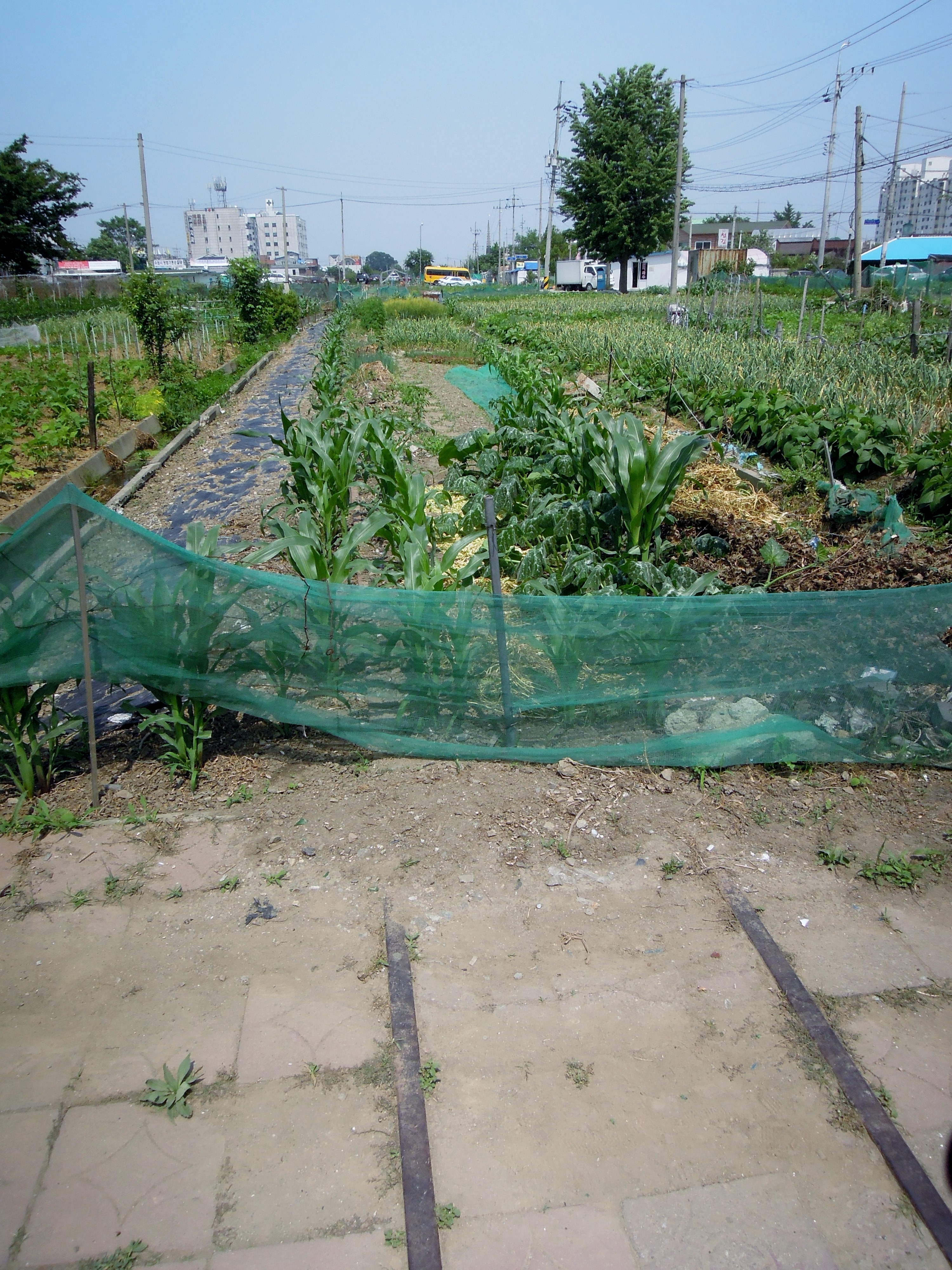
Ở Pyeong-dong, Suwon
37°14′58″B 126°58′47″Đ / 37,24944°B 126,97972°Đ
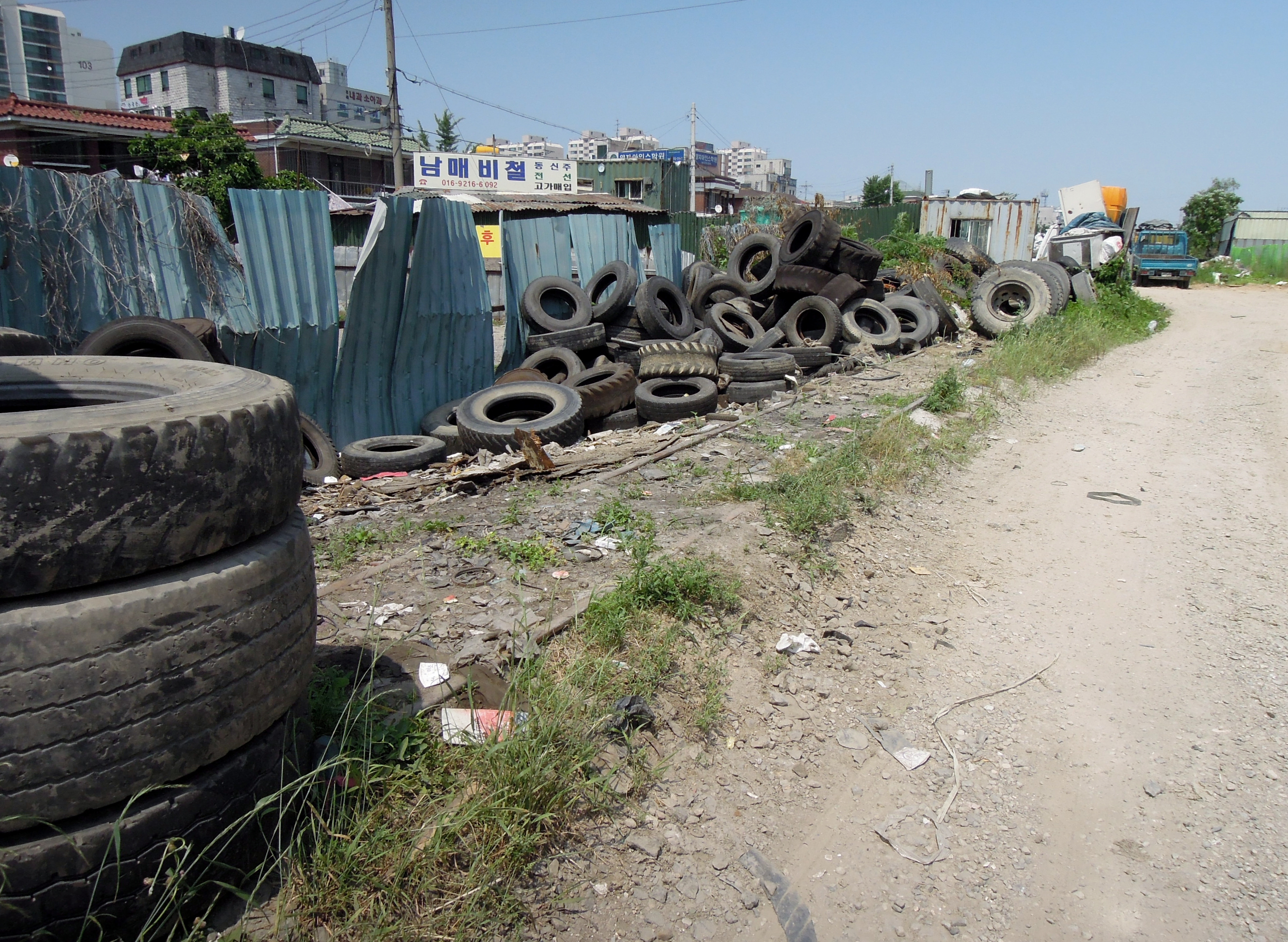
Ở Pyeong-dong, Suwon
37°14′55″B 126°58′38″Đ / 37,24861°B 126,97722°Đ
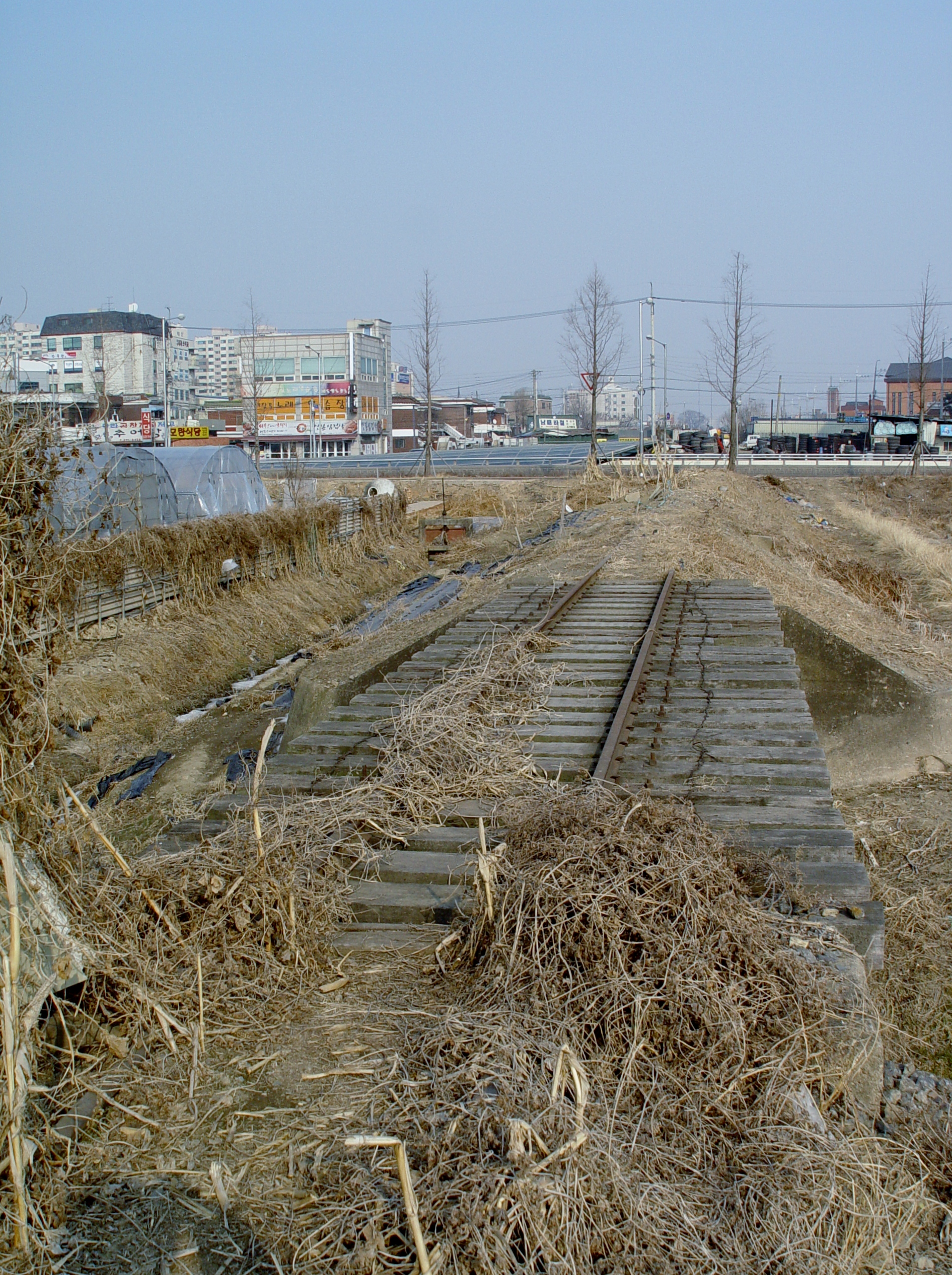
Ở Gosaek-dong, Suwon
37°14′53″B 126°58′33″Đ / 37,24806°B 126,97583°Đ
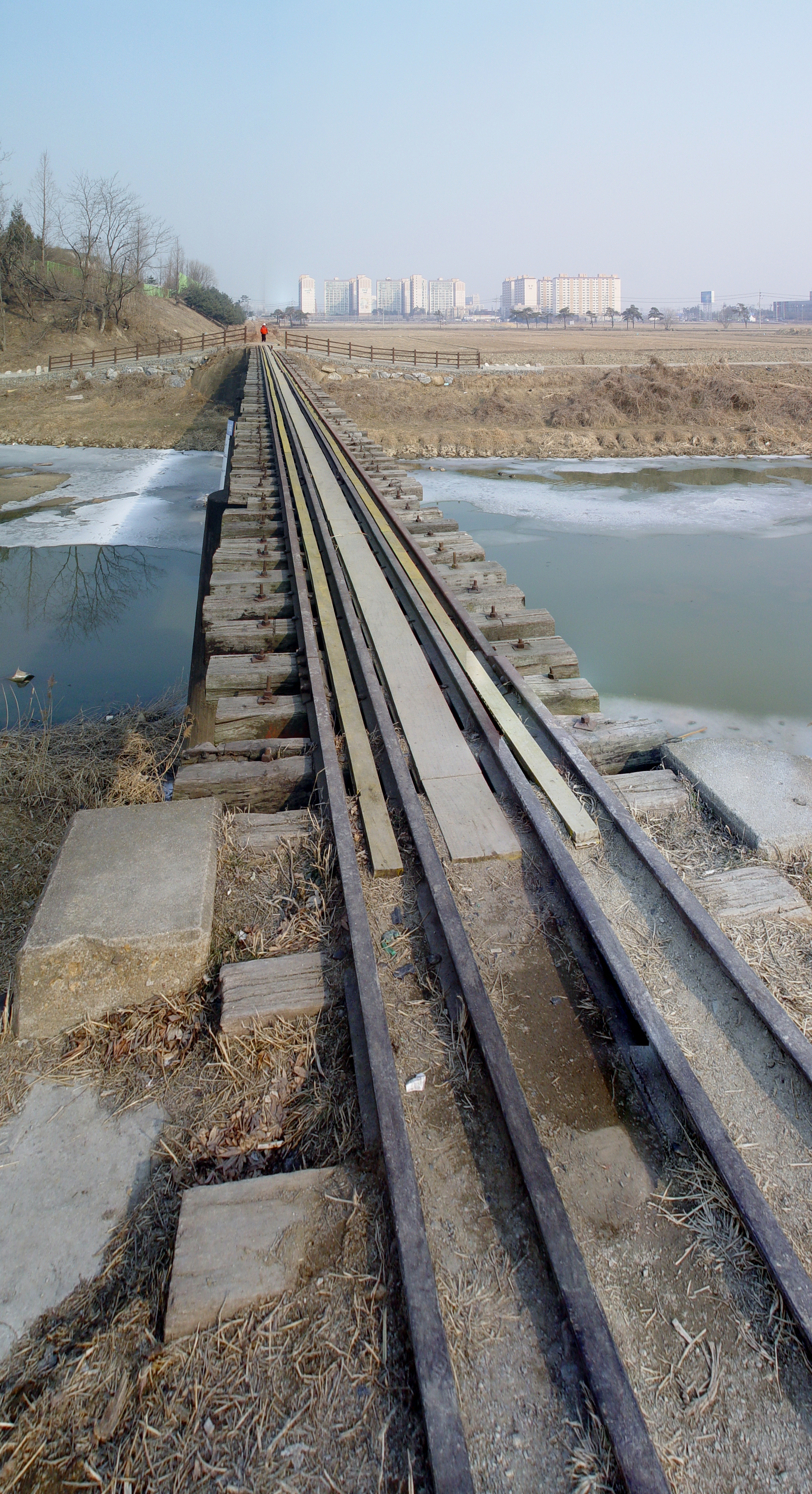
Băng qua Hwanggujicheon
37°14′45″B 126°58′9″Đ / 37,24583°B 126,96917°Đ
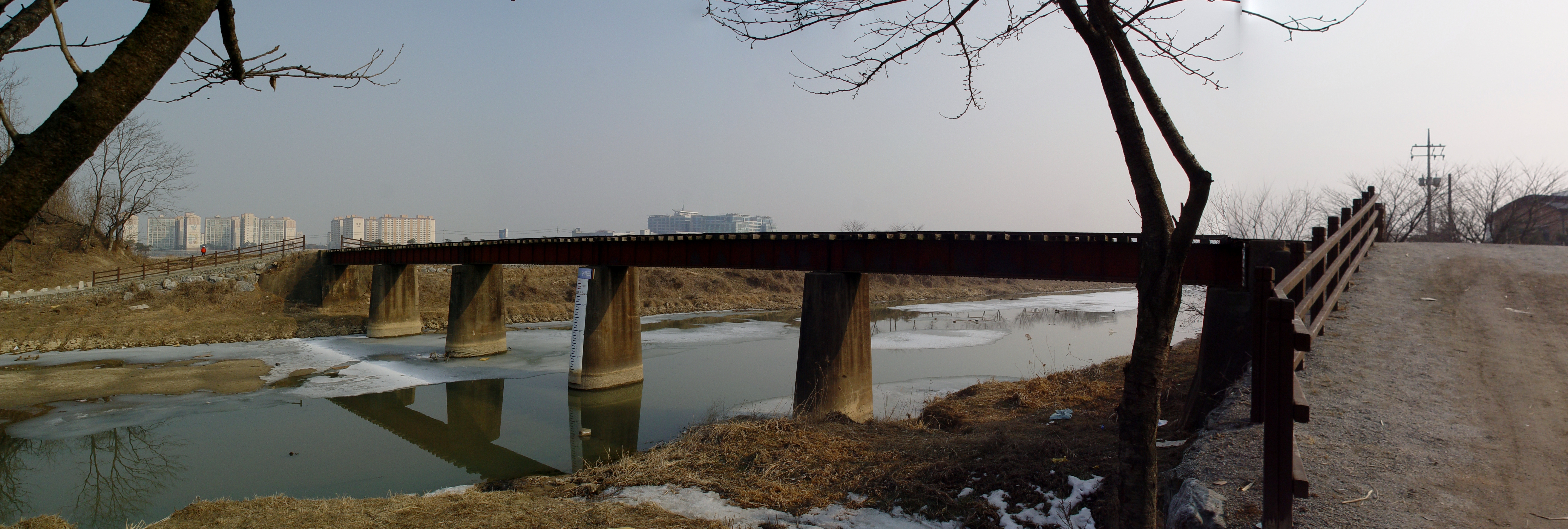
Băng qua Hwanggujicheon
37°14′45″B 126°58′9″Đ / 37,24583°B 126,96917°Đ
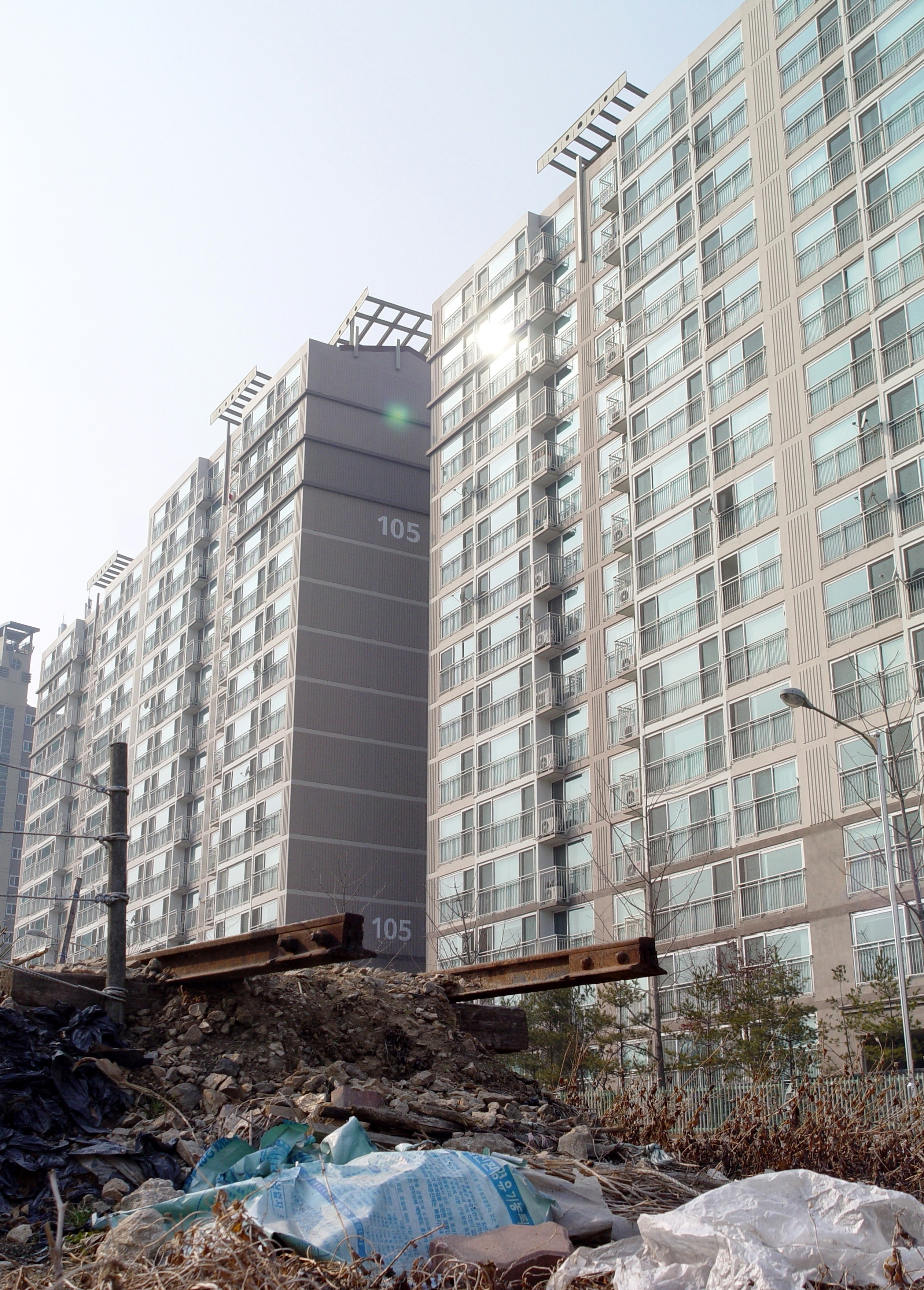
Ở Omokcheon-dong, Suwon
37°14′42″B 126°58′0″Đ / 37,245°B 126,96667°Đ
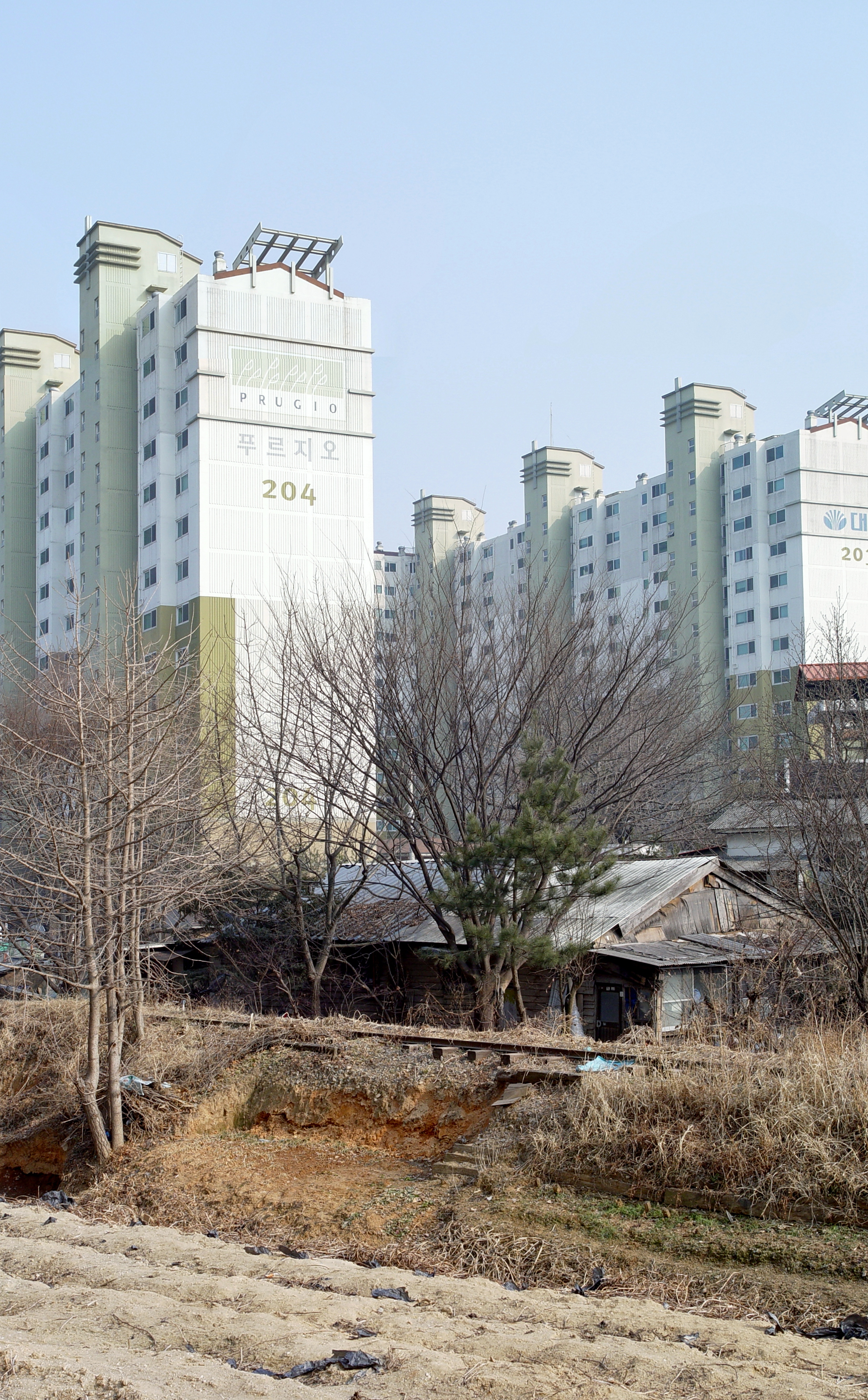
Ở Omokcheon-dong, Suwon
37°14′41″B 126°57′57″Đ / 37,24472°B 126,96583°Đ
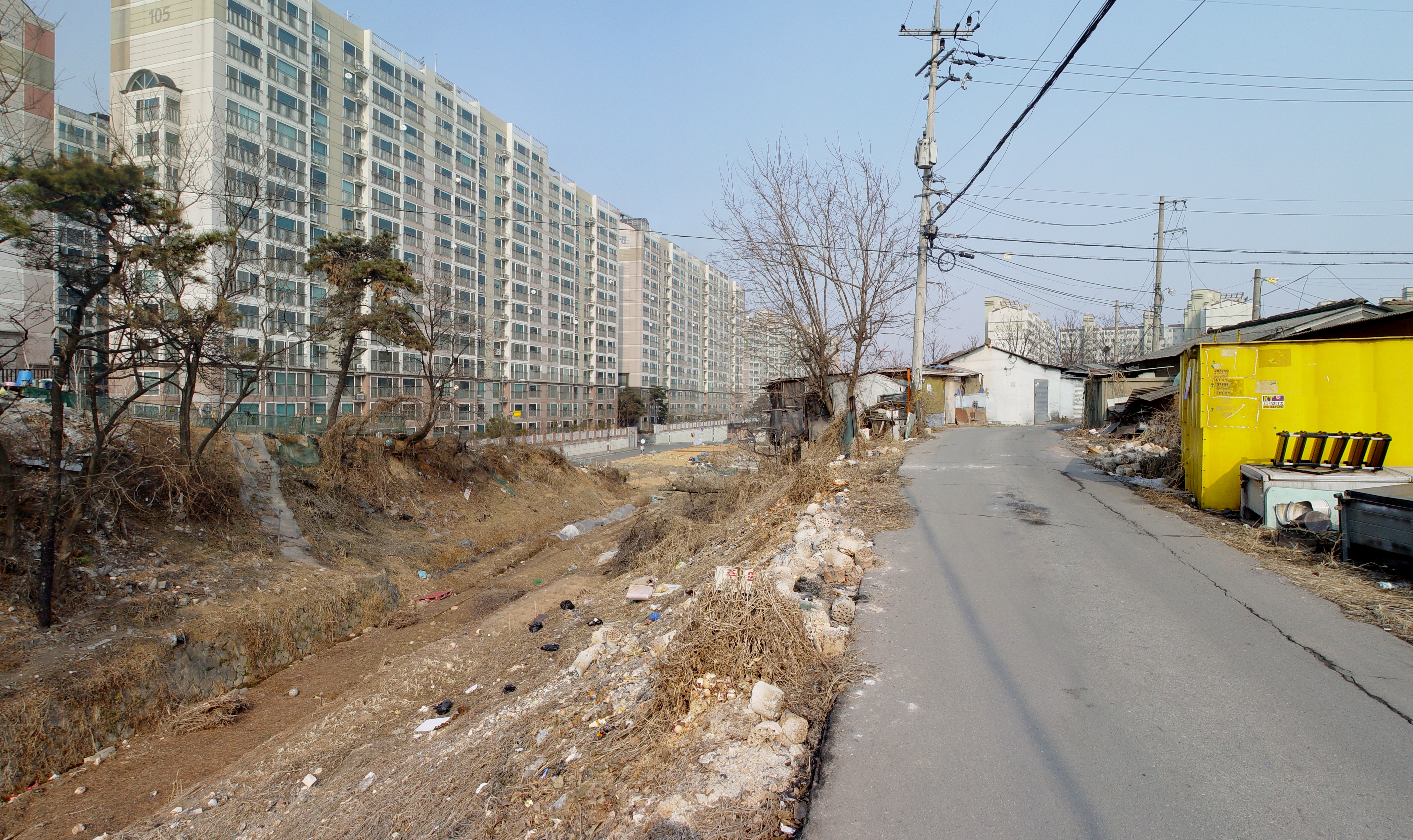
Ở Omokcheon-dong, Suwon
37°14′38″B 126°57′54″Đ / 37,24389°B 126,965°Đ
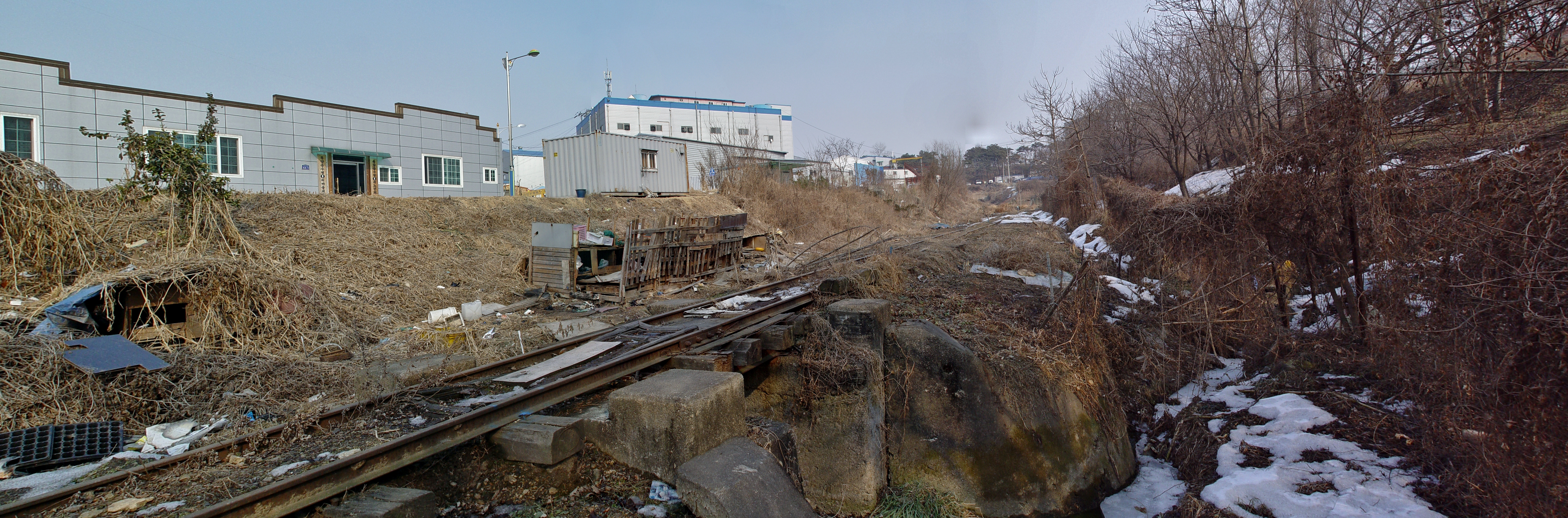
Ở Suyeong-ri, Hwaseong
37°14′27″B 126°57′19″Đ / 37,24083°B 126,95528°Đ
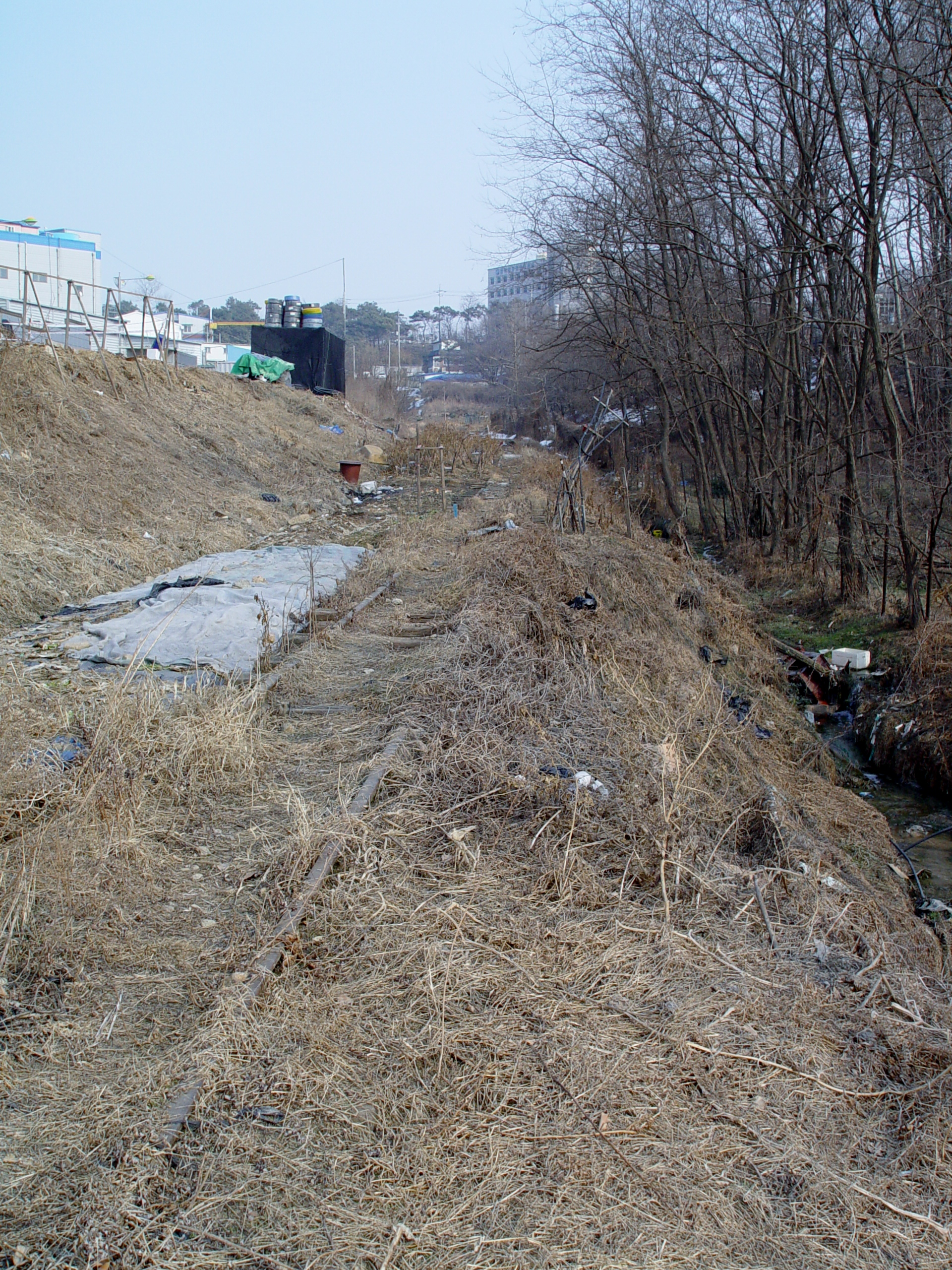
Ở Suyeong-ri, Hwaseong
37°14′27″B 126°57′14″Đ / 37,24083°B 126,95389°Đ
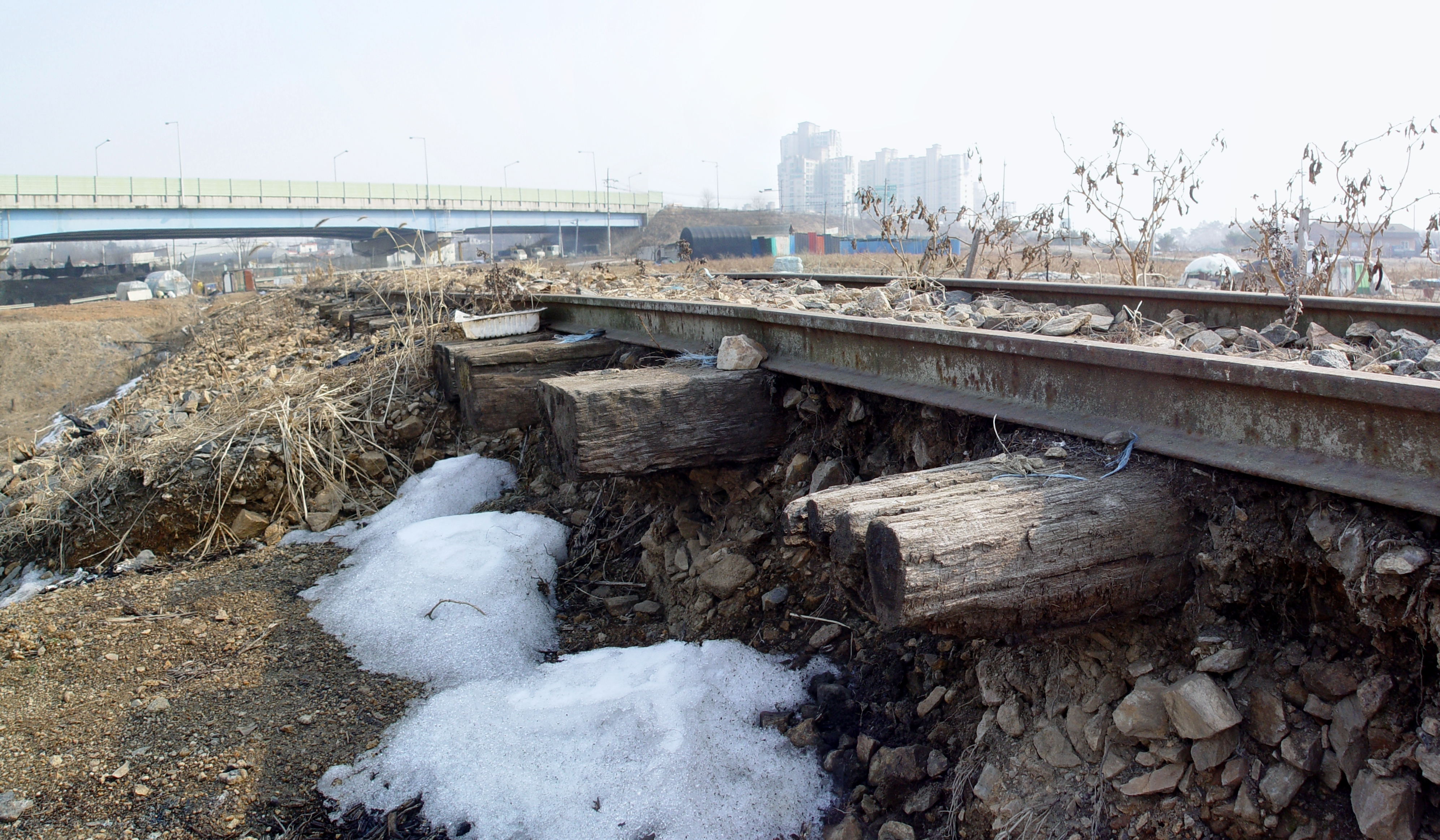
Ở Suyeong-ri, Hwaseong
37°14′30″B 126°56′59″Đ / 37,24167°B 126,94972°Đ
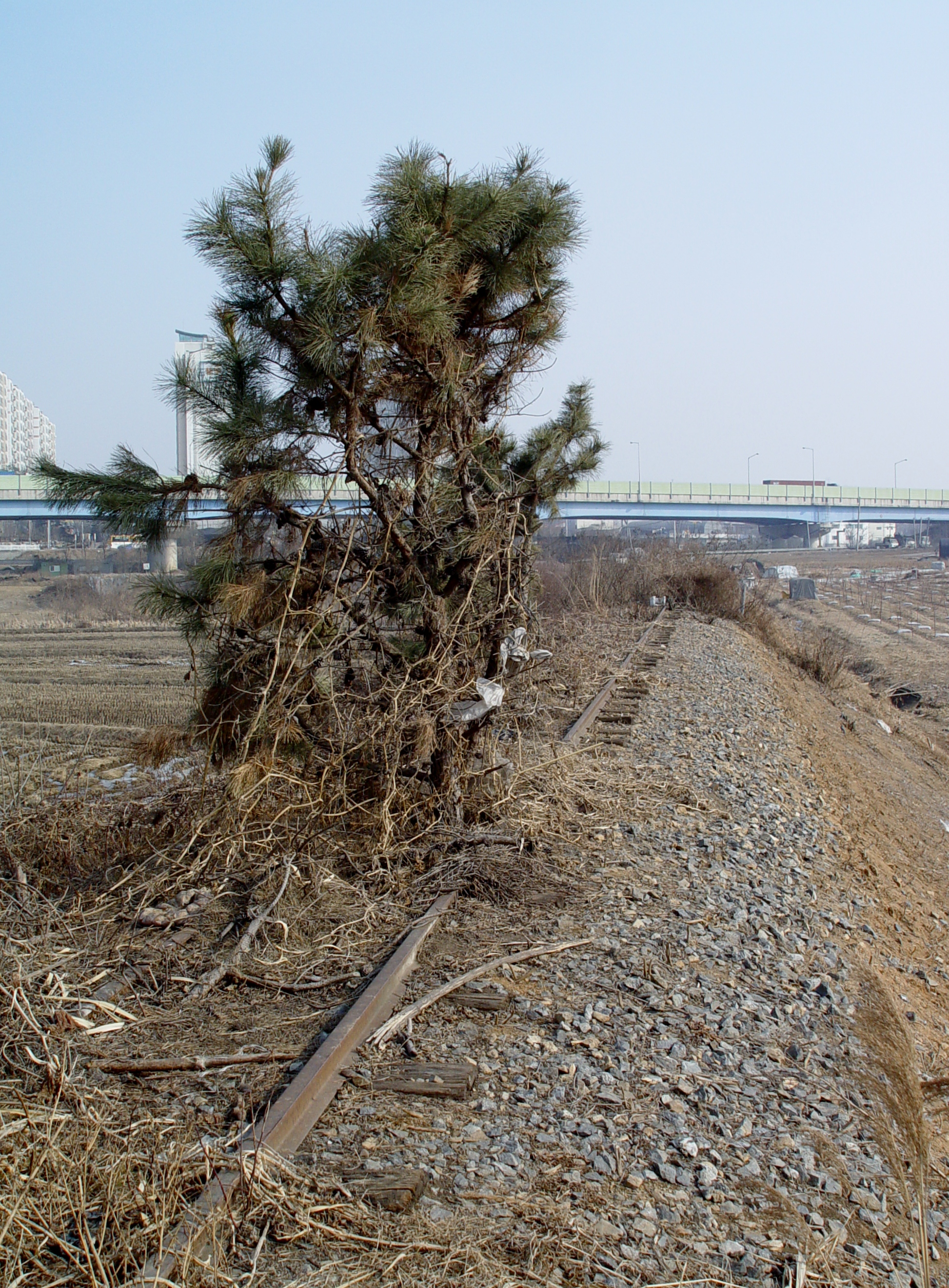
Ở Suyeong-ri, Hwaseong
37°14′32″B 126°56′54″Đ / 37,24222°B 126,94833°Đ
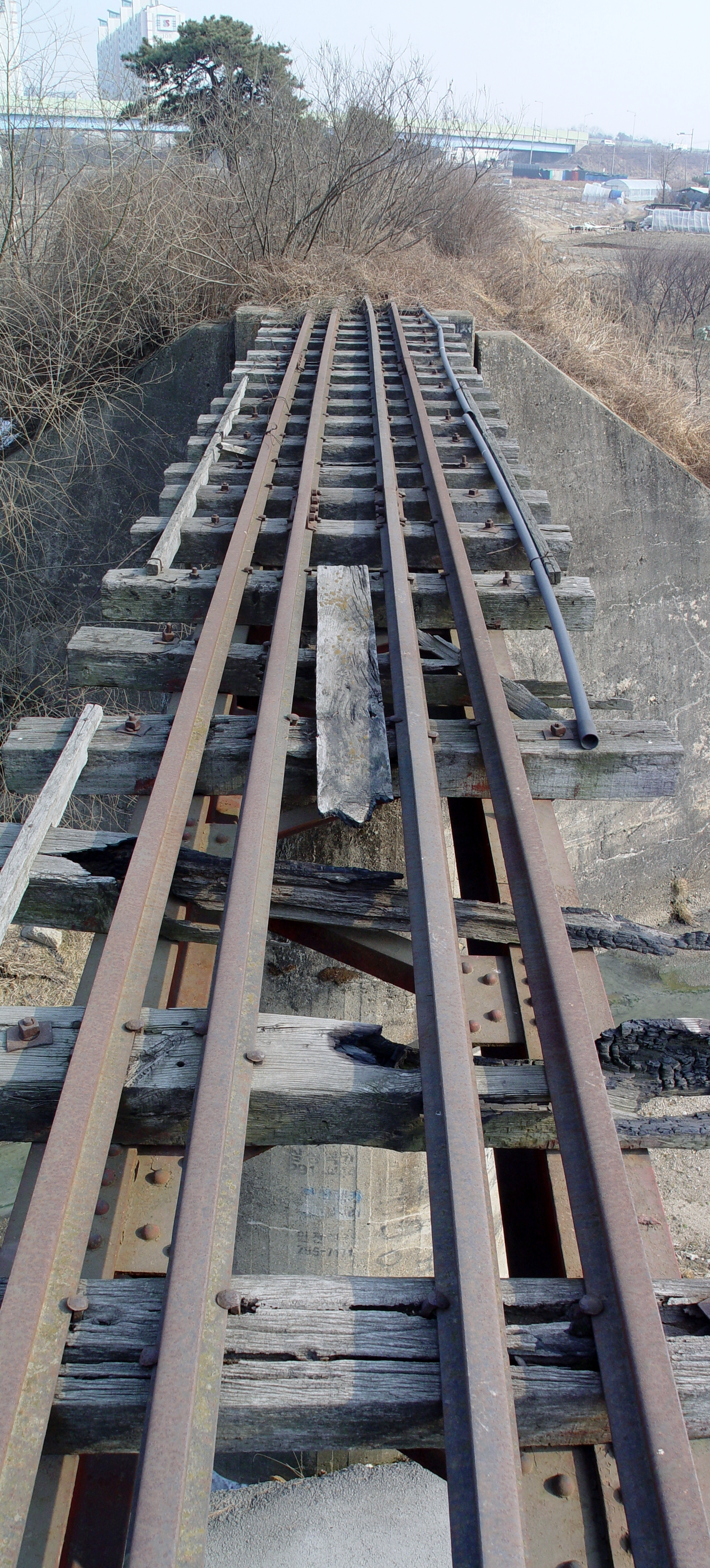
Ở Suyeong-ri, Hwaseong
37°14′32″B 126°56′53″Đ / 37,24222°B 126,94806°Đ
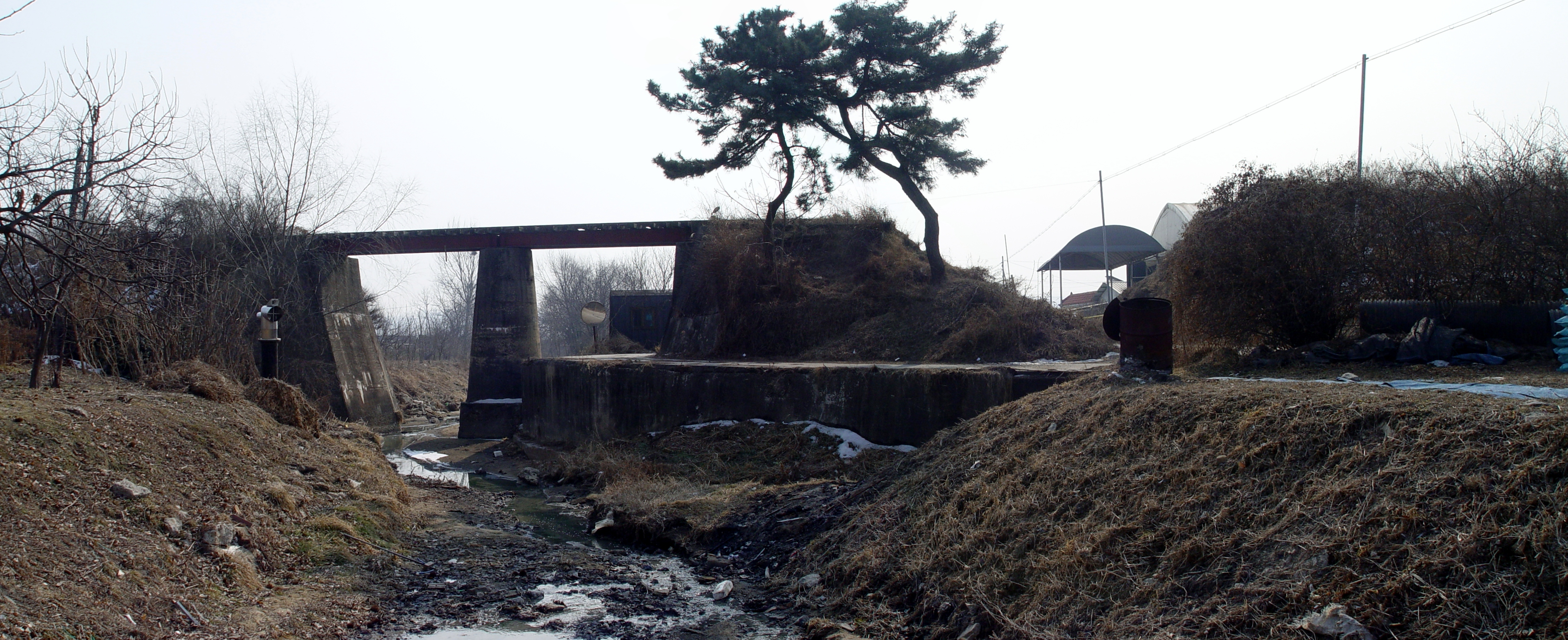
Ở Suyeong-ri, Hwaseong
37°14′33″B 126°56′53″Đ / 37,2425°B 126,94806°Đ
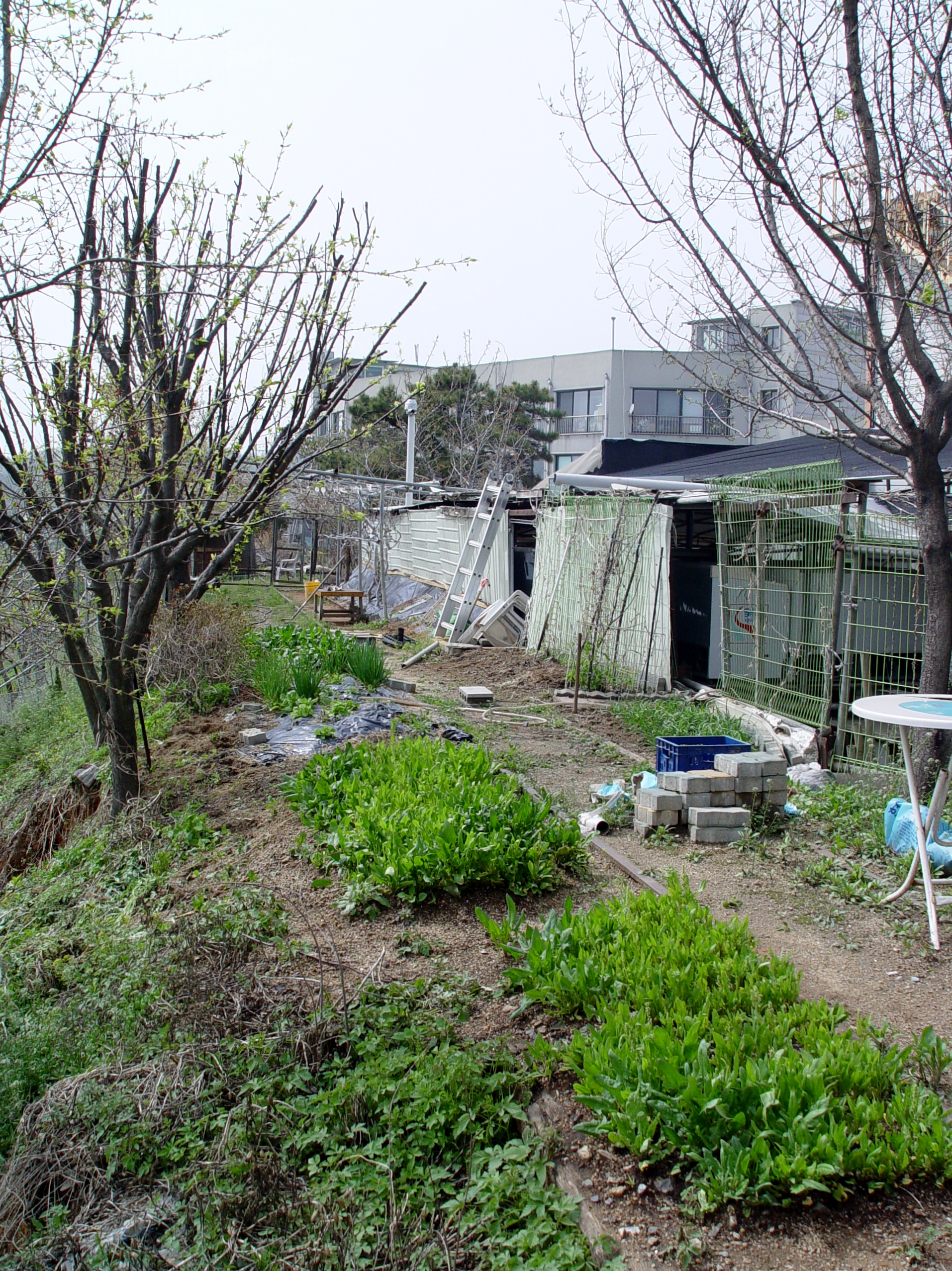
Ở Cheoncheon-ri, Hwaseong
37°14′35″B 126°56′46″Đ / 37,24306°B 126,94611°Đ
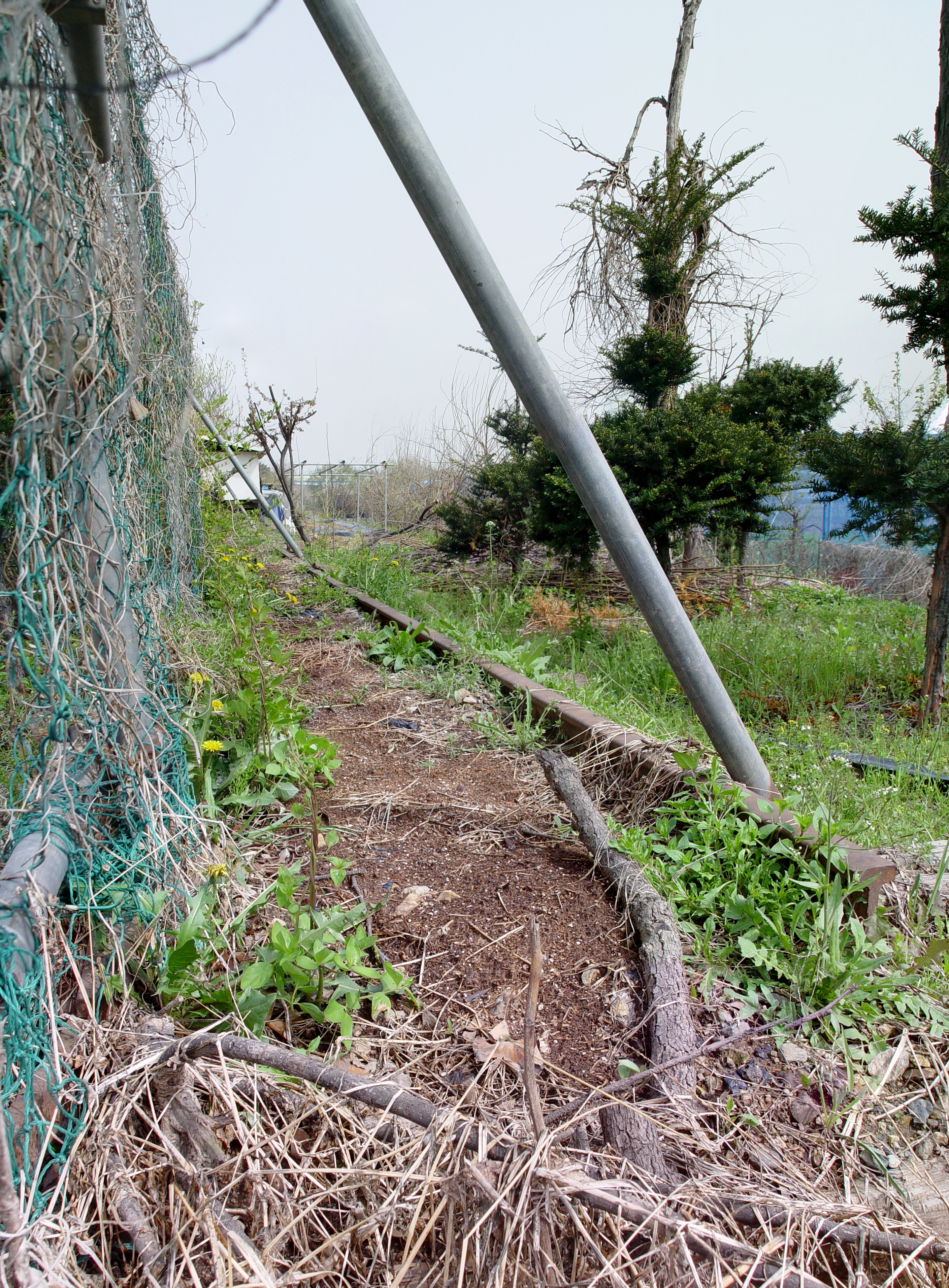
Ở Cheoncheon-ri, Hwaseong
37°14′36″B 126°56′42″Đ / 37,24333°B 126,945°Đ
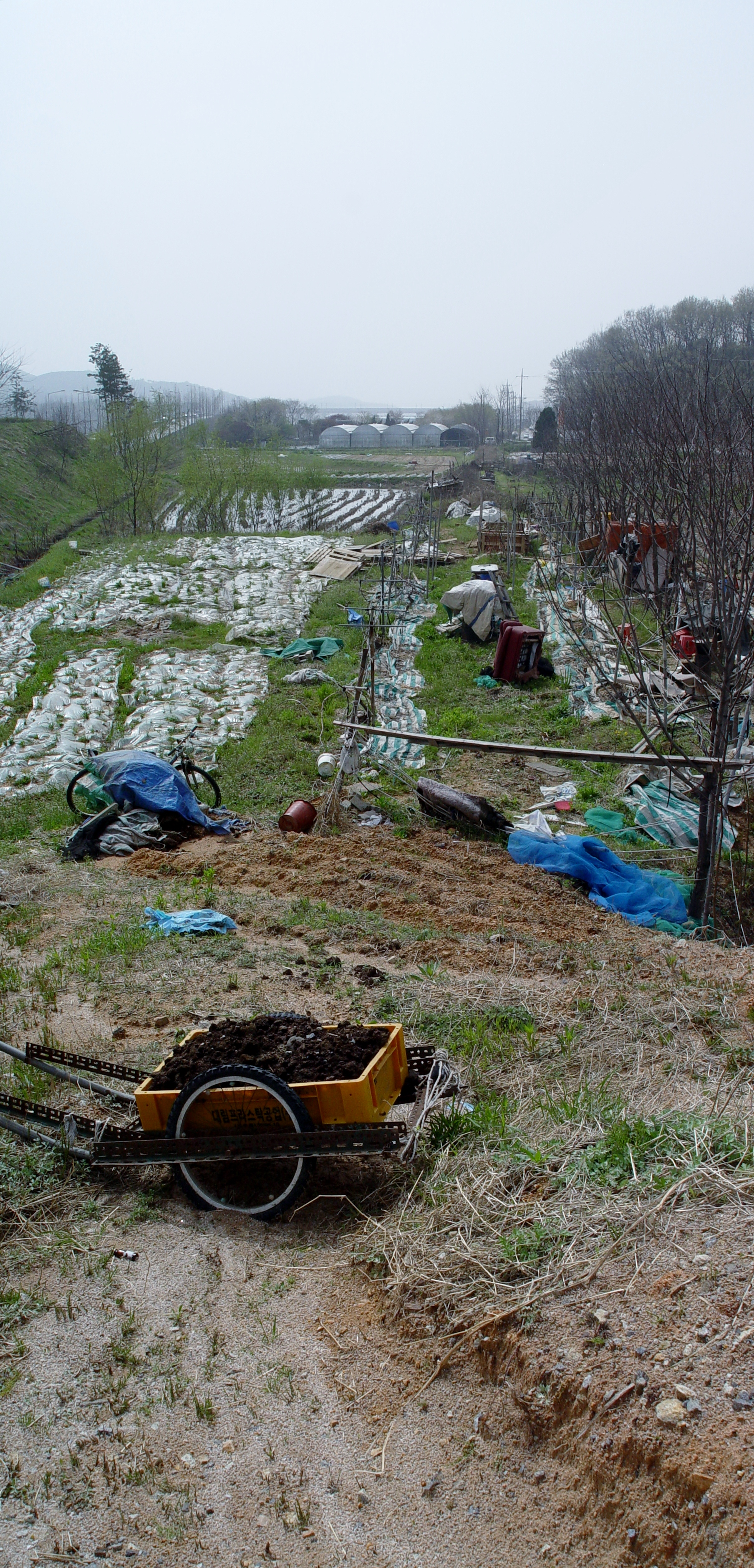
Ở Seowon-maeul, Hwaseong
37°14′38″B 126°56′32″Đ / 37,24389°B 126,94222°Đ
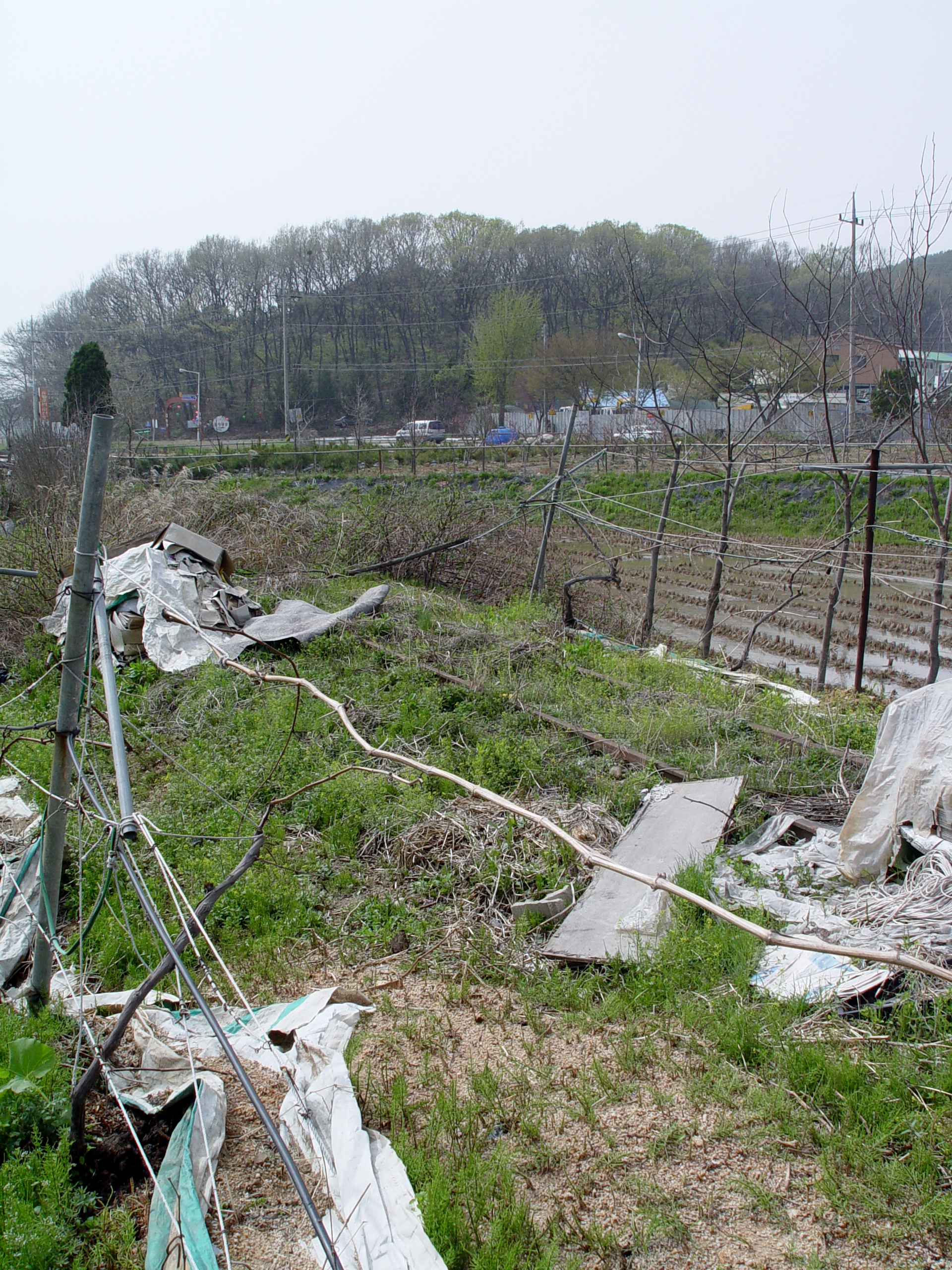
Ở Seowon-maeul, Hwaseong
37°14′38″B 126°56′29″Đ / 37,24389°B 126,94139°Đ
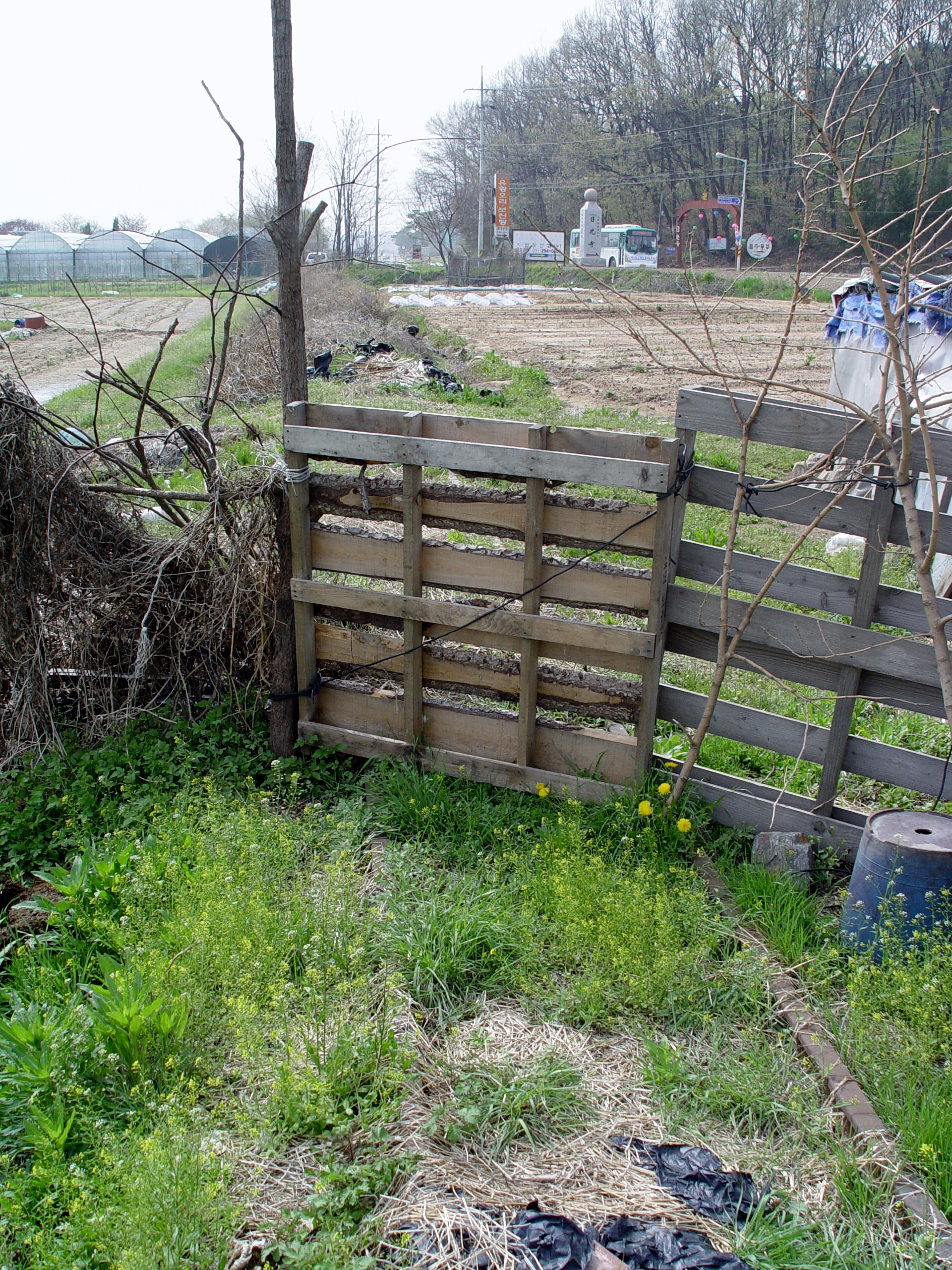
Ở Seowon-maeul, Hwaseong
37°14′39″B 126°56′27″Đ / 37,24417°B 126,94083°Đ
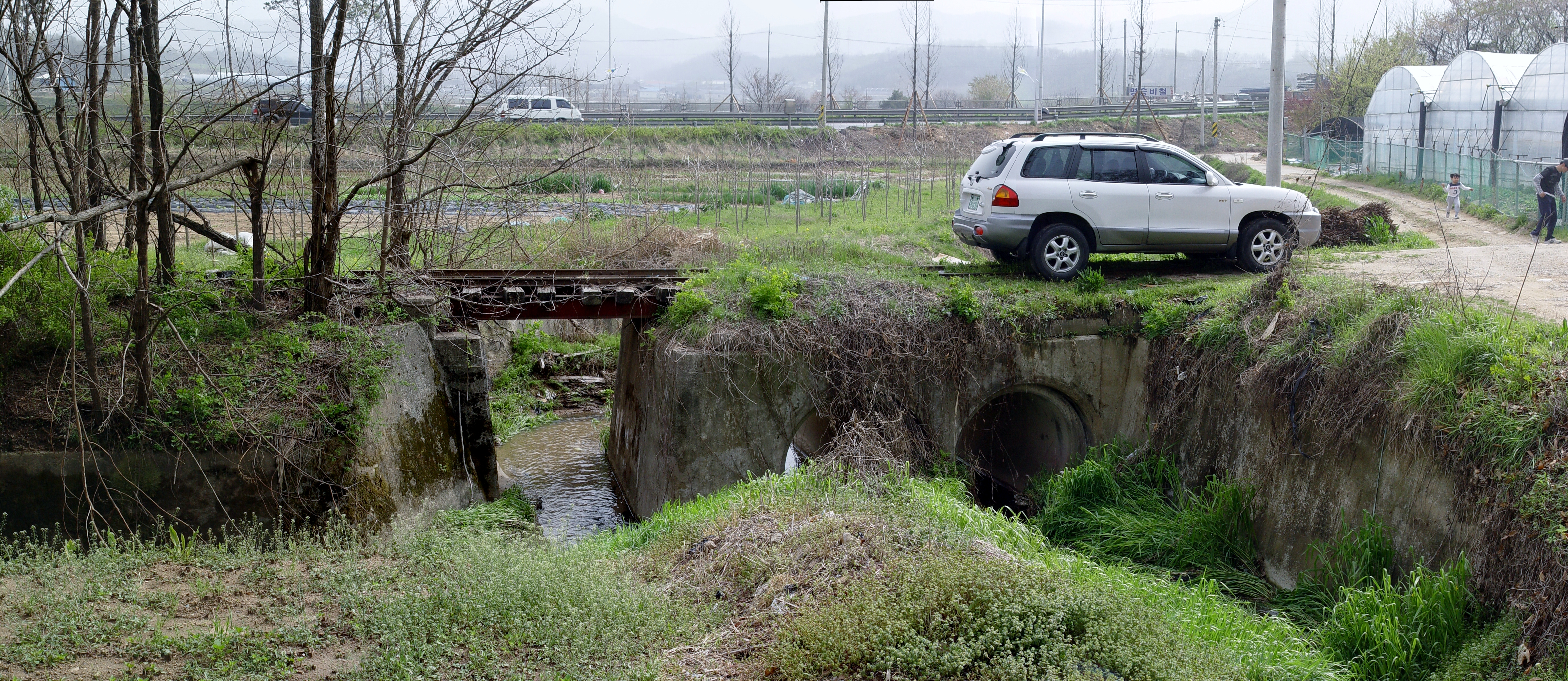
Ở Seowon-maeul, Hwaseong
37°14′40″B 126°56′23″Đ / 37,24444°B 126,93972°Đ
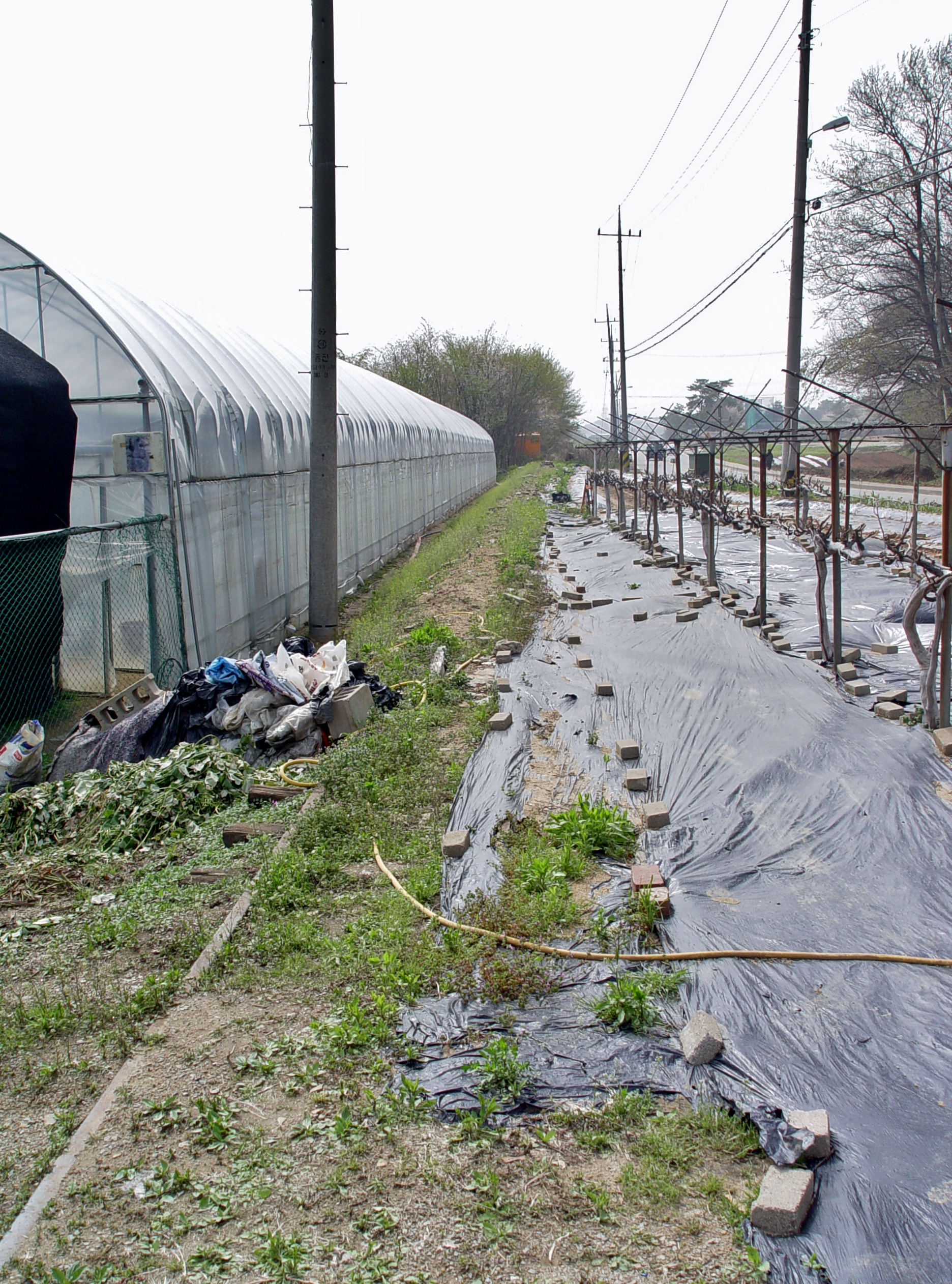
Ở Seowon-maeul, Hwaseong
37°14′40″B 126°56′23″Đ / 37,24444°B 126,93972°Đ
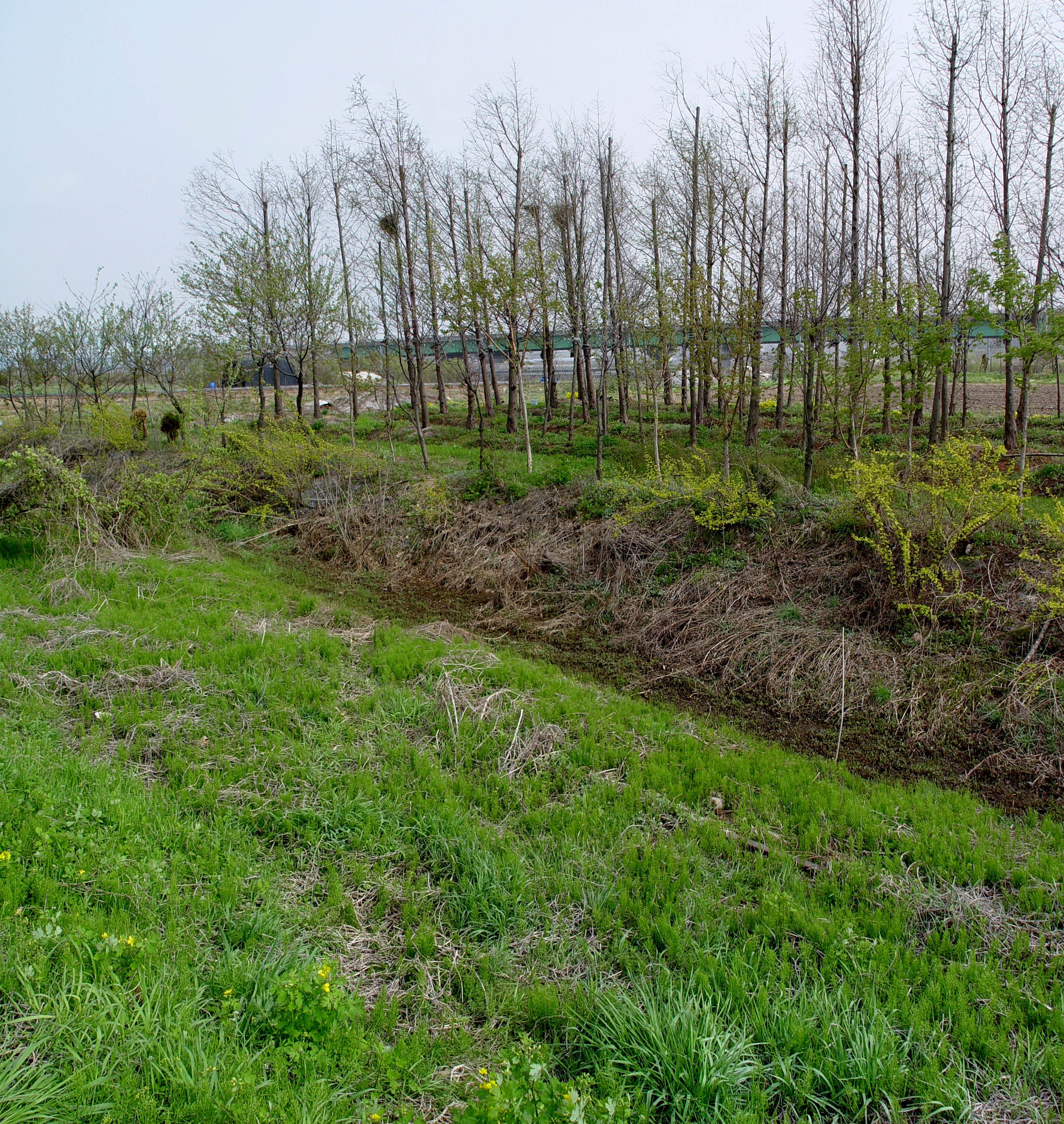
Ở Oksan-maeul, Hwaseong
37°14′43″B 126°56′0″Đ / 37,24528°B 126,93333°Đ
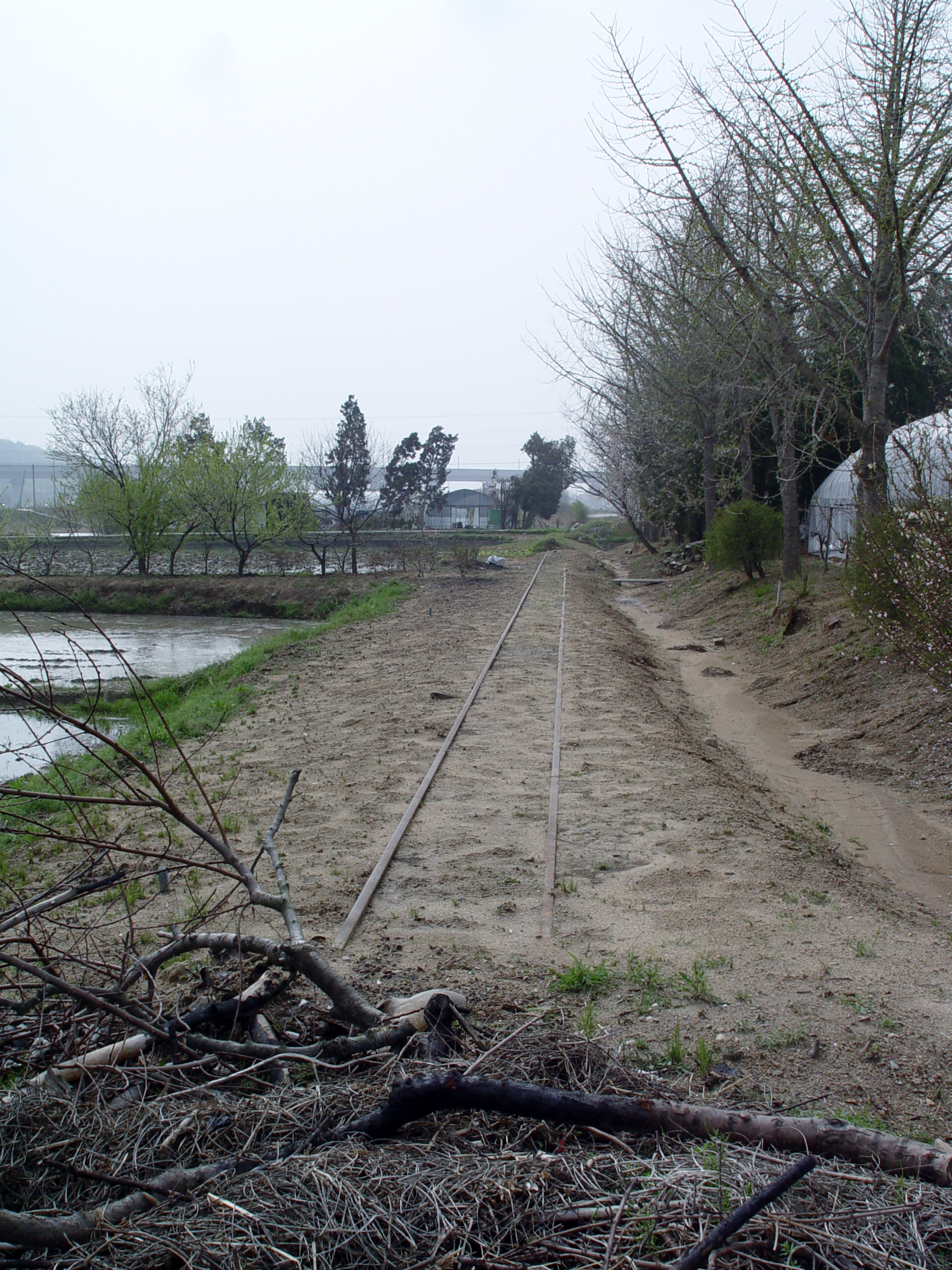
Ở Oksan-maeul, Hwaseong
37°14′44″B 126°55′54″Đ / 37,24556°B 126,93167°Đ
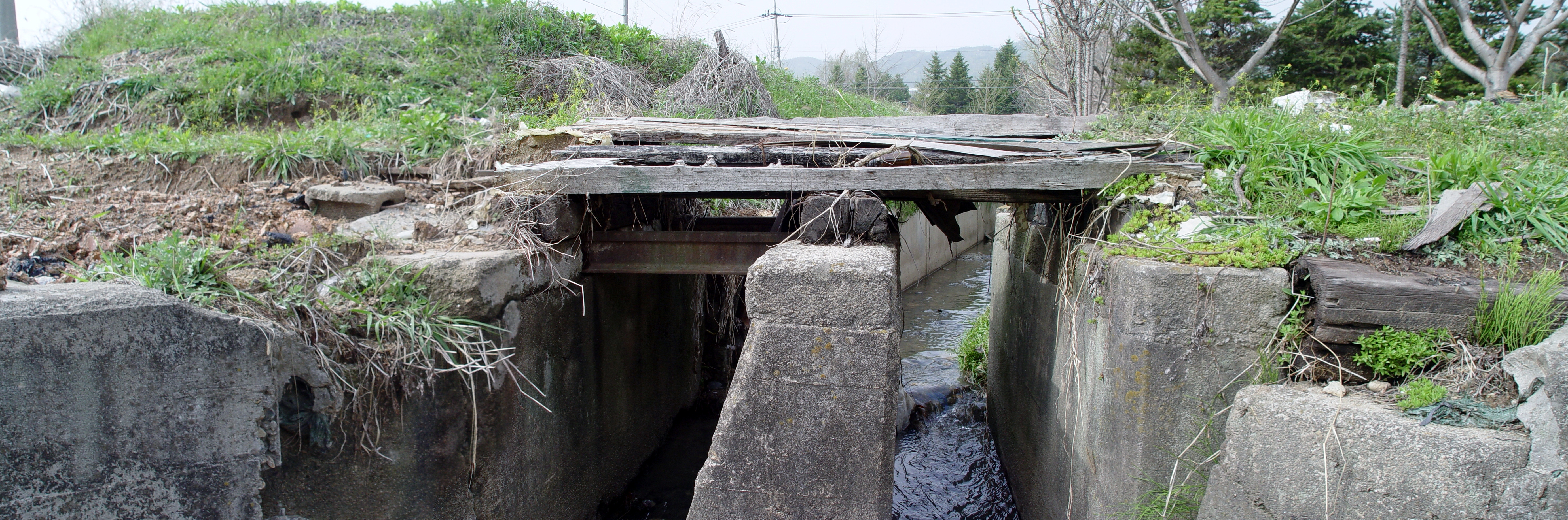
Ở Oksan-maeul, Hwaseong
37°14′44″B 126°55′50″Đ / 37,24556°B 126,93056°Đ
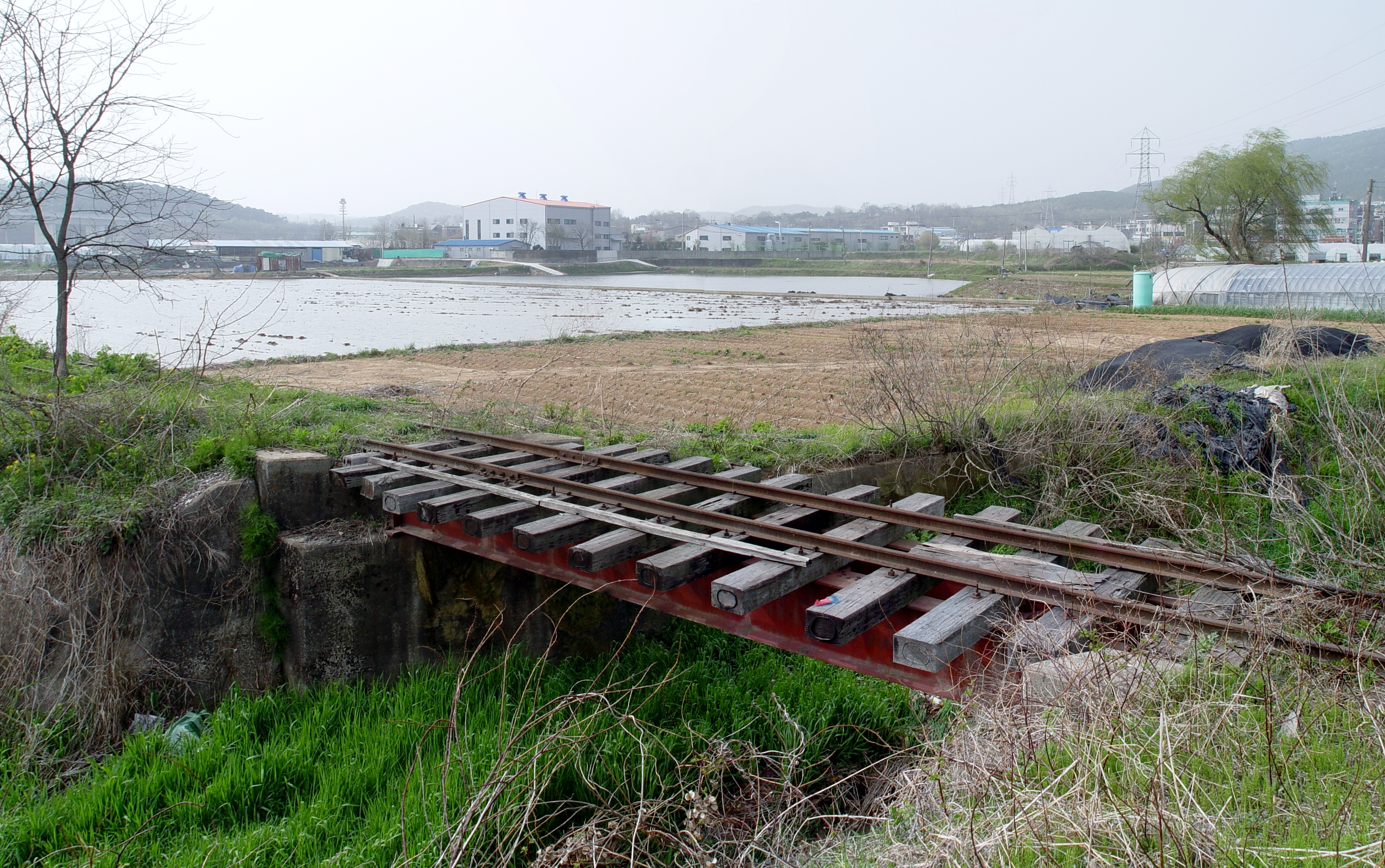
Ở Oksan-maeul, Hwaseong
37°14′46″B 126°55′38″Đ / 37,24611°B 126,92722°Đ
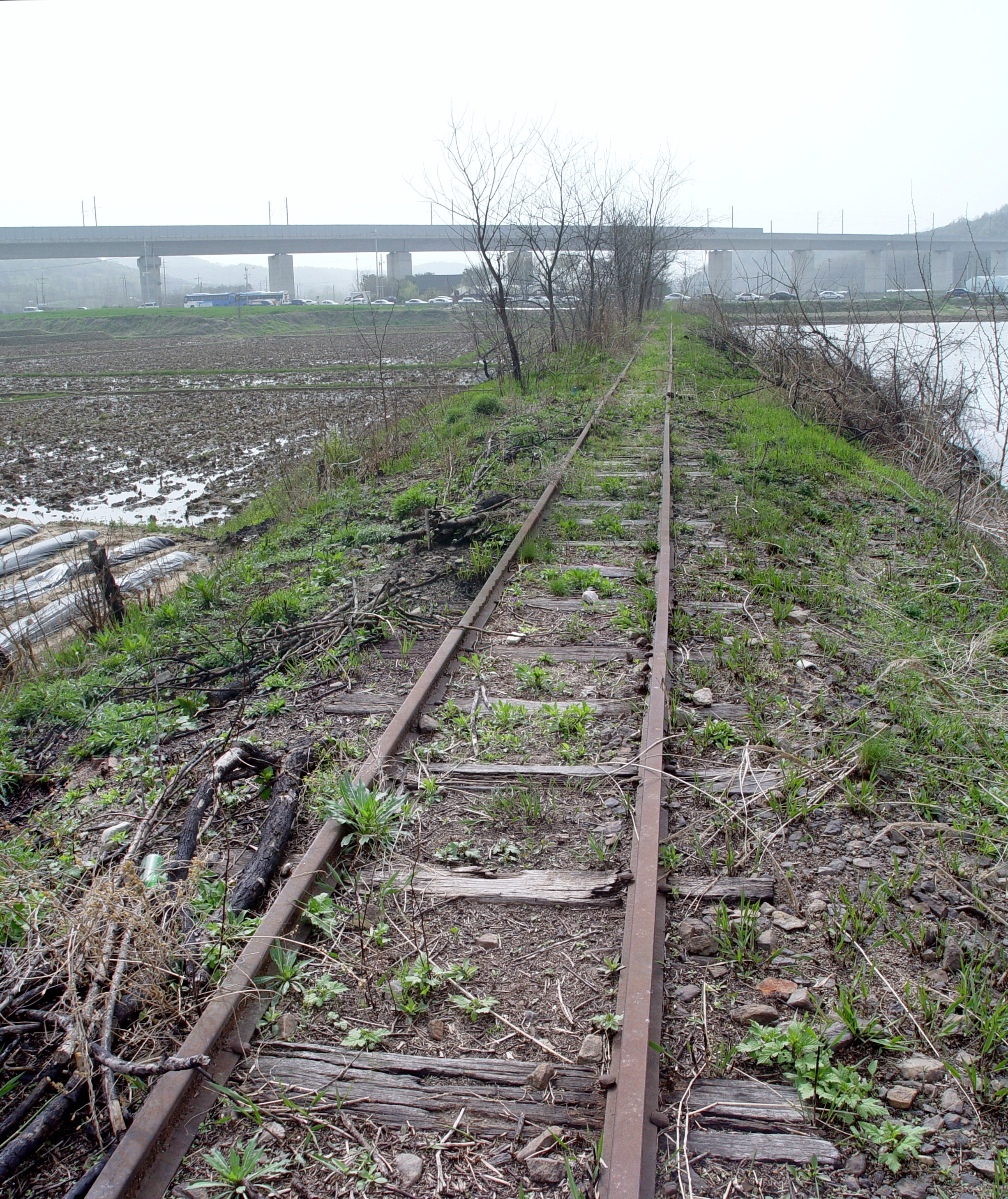
Ở Oksan-maeul, Hwaseong
37°14′46″B 126°55′34″Đ / 37,24611°B 126,92611°Đ
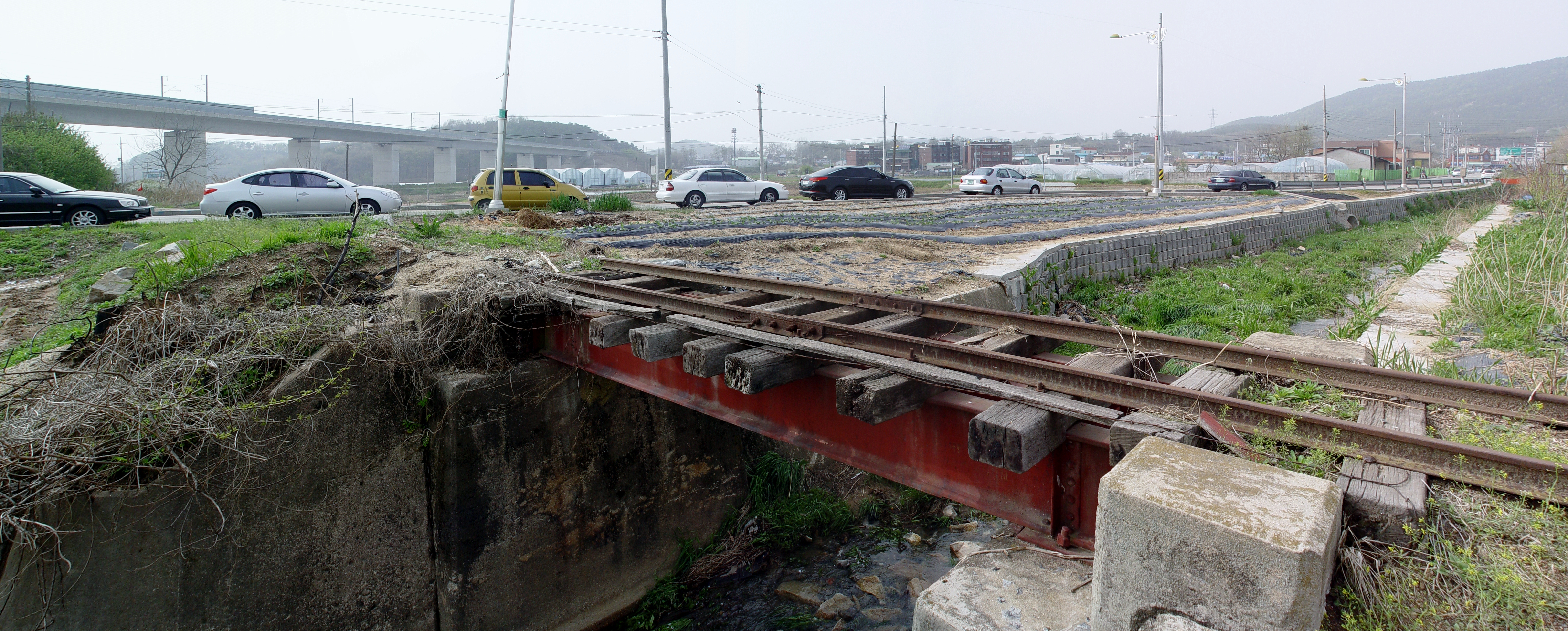
Ở Yacheon-ri, Hwaseong
37°14′47″B 126°55′29″Đ / 37,24639°B 126,92472°Đ
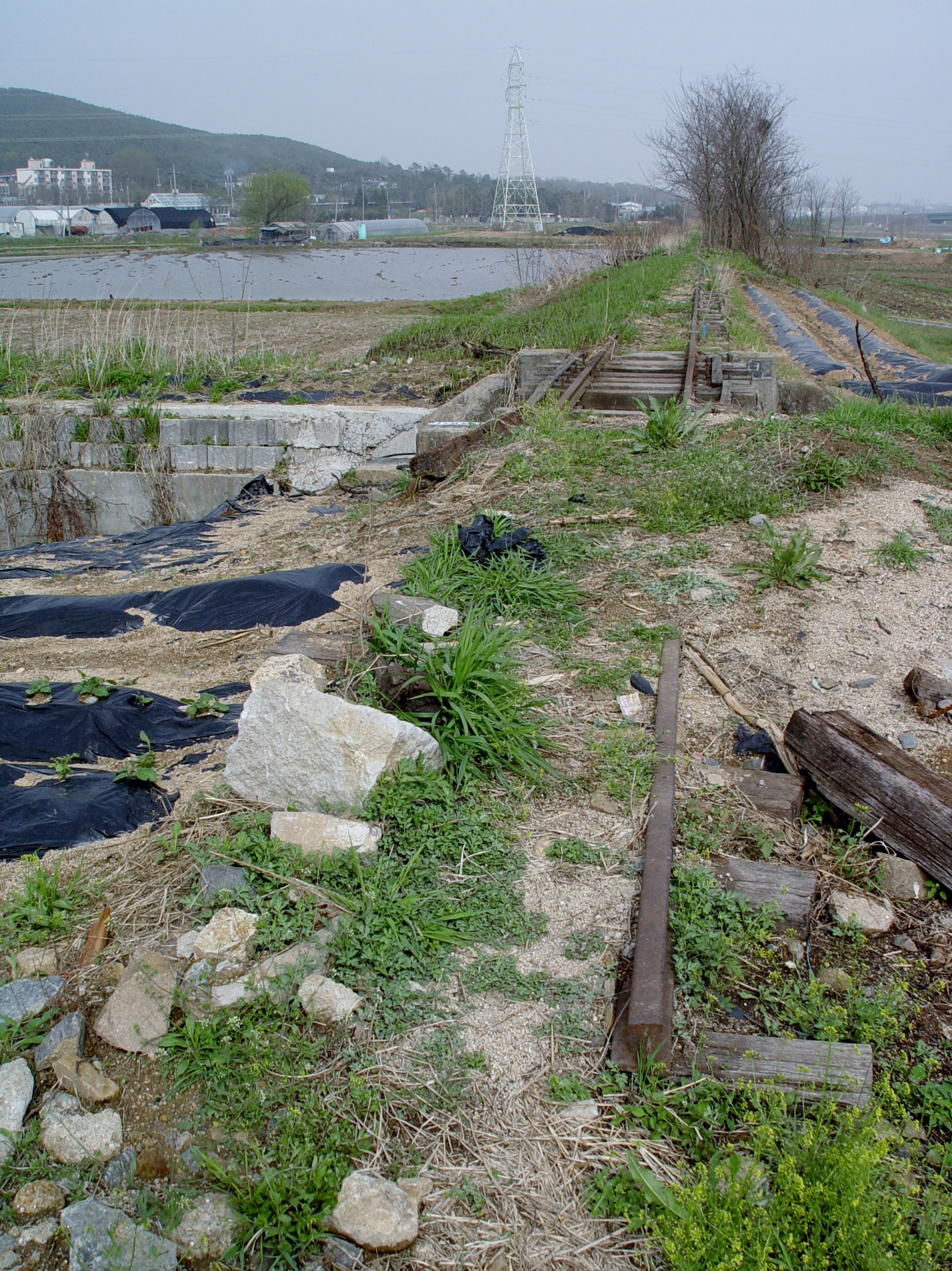
Ở Yacheon-ri, Hwaseong
37°14′47″B 126°55′29″Đ / 37,24639°B 126,92472°Đ
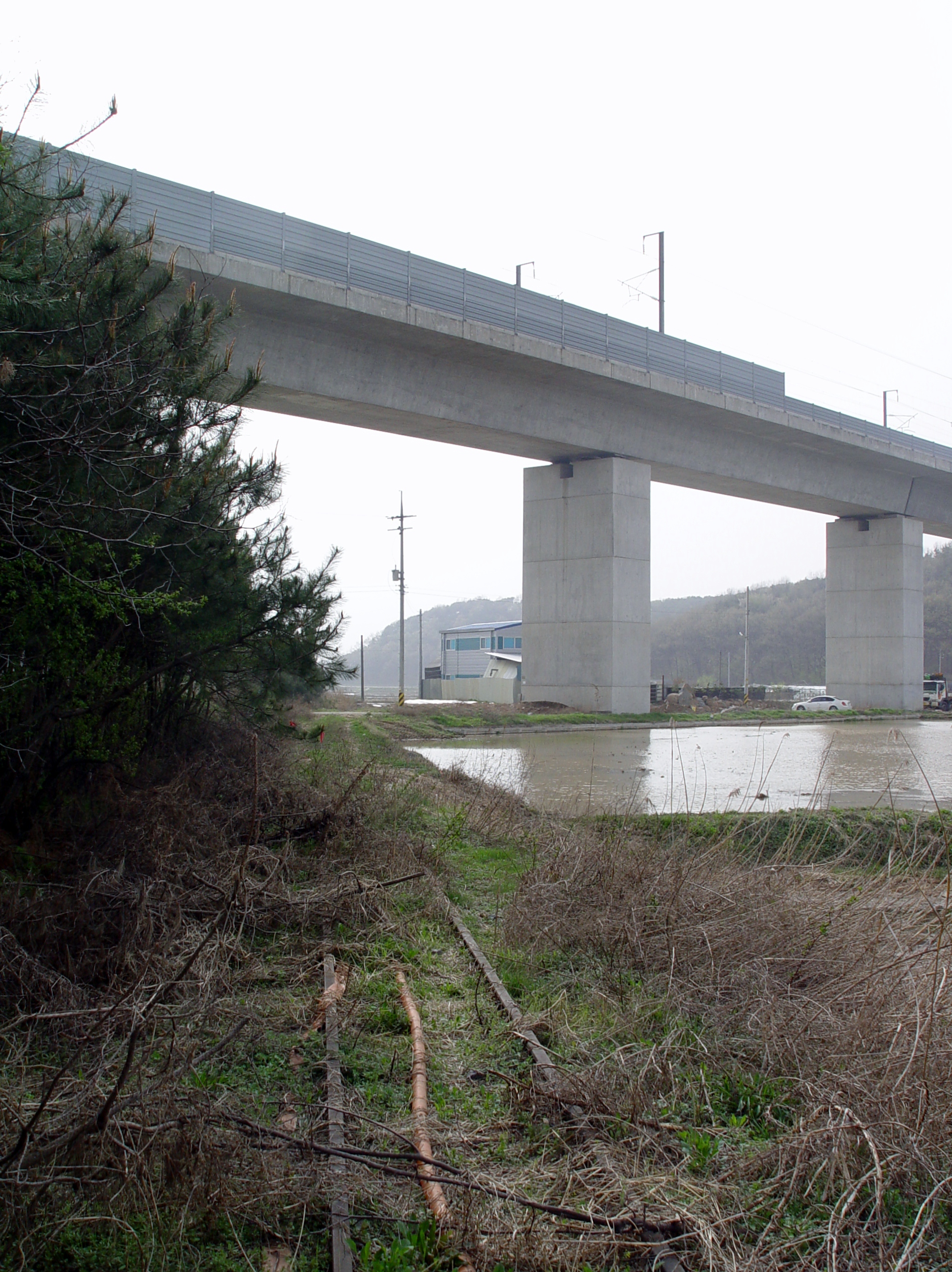
Đoạn nằm dưới tuyến KTX ở Yacheon-ri, Hwaseong 37°14′48″B 126°55′24″Đ / 37,24667°B 126,92333°Đ
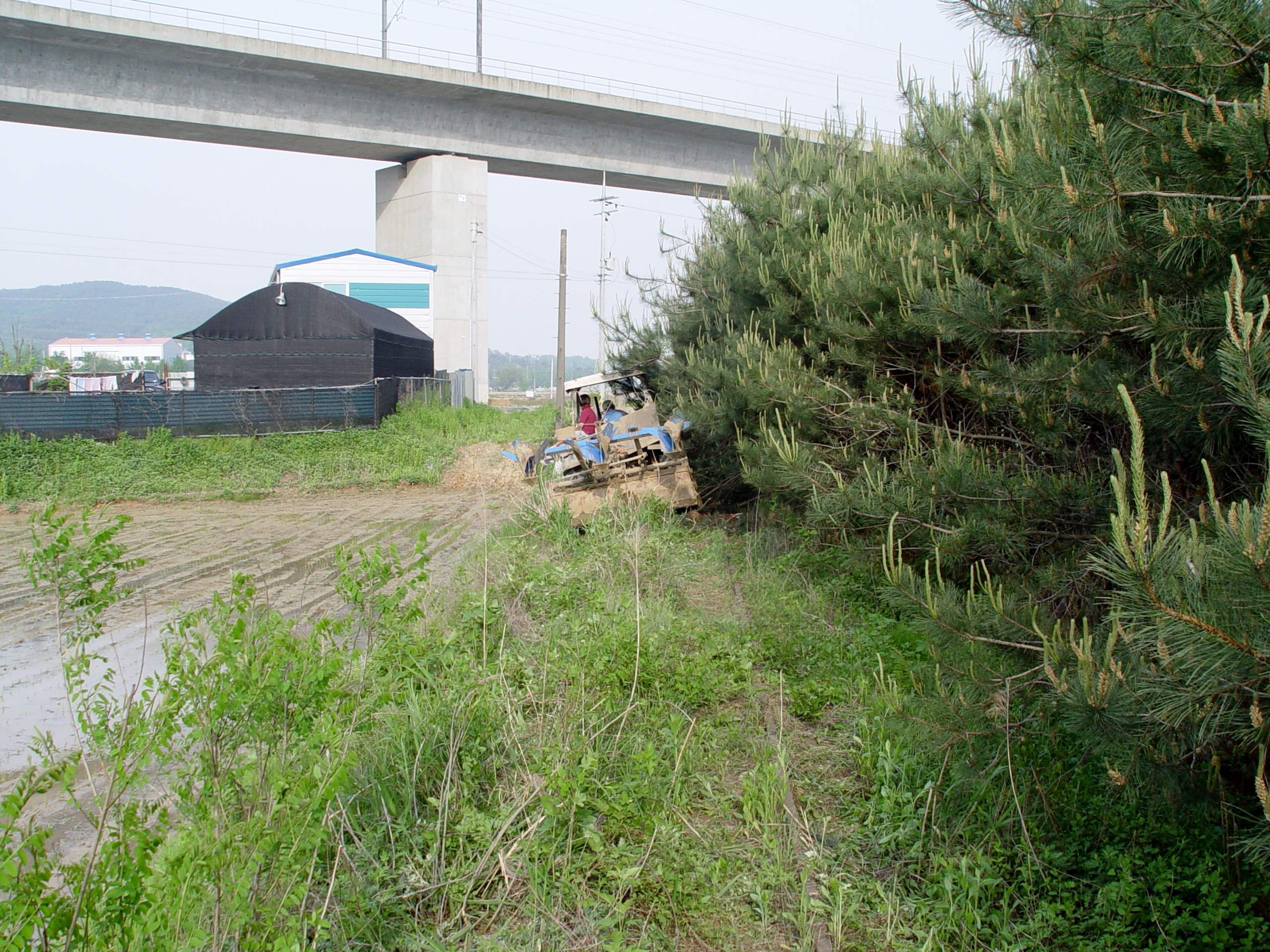
Tractor passing under the KTX line in Yacheon-ri, Hwaseong
37°14′49″B 126°55′17″Đ / 37,24694°B 126,92139°Đ
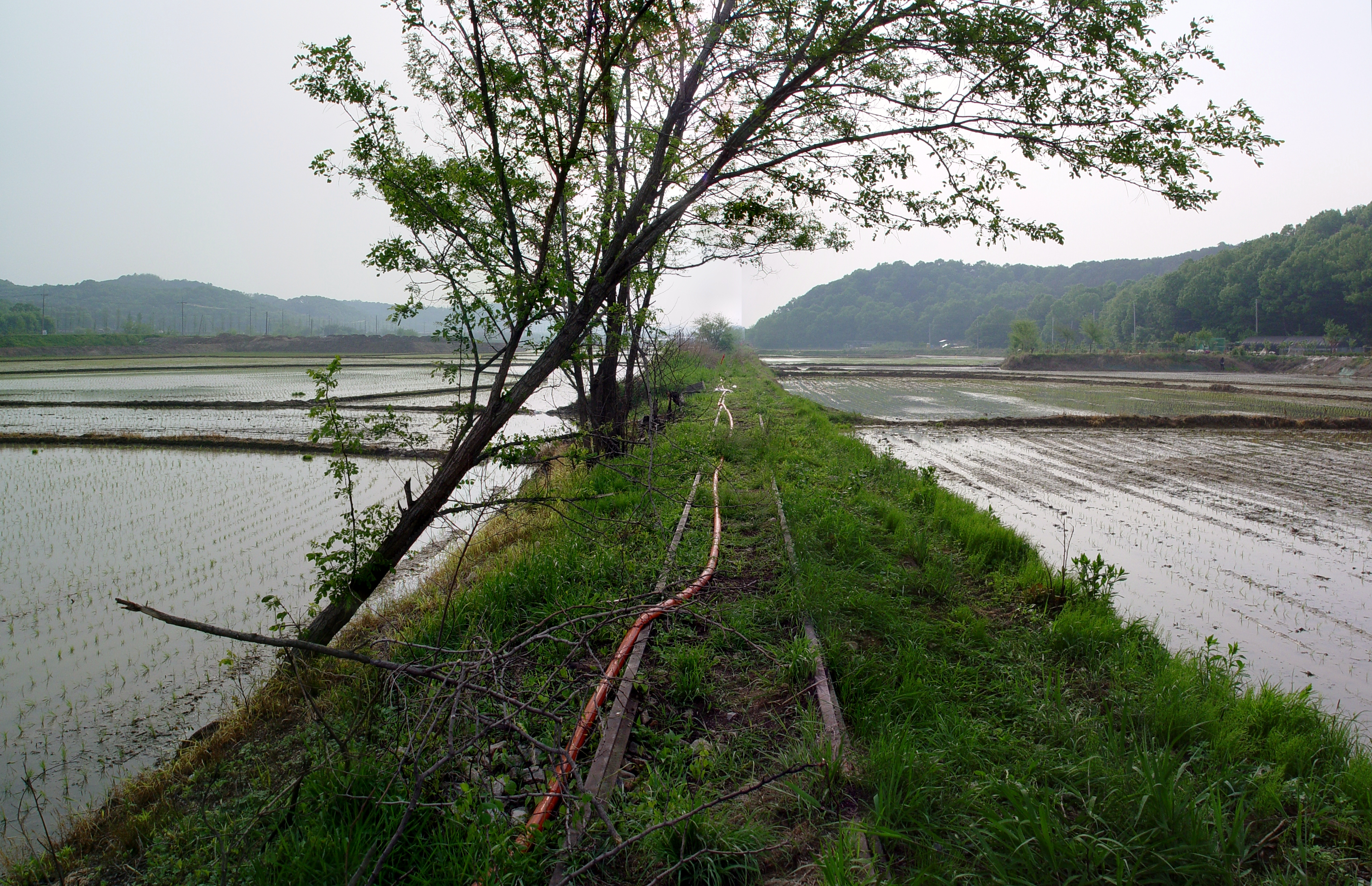
Giữa ruộng lúa Yacheon-ri, Hwaseong
37°14′49″B 126°55′14″Đ / 37,24694°B 126,92056°Đ
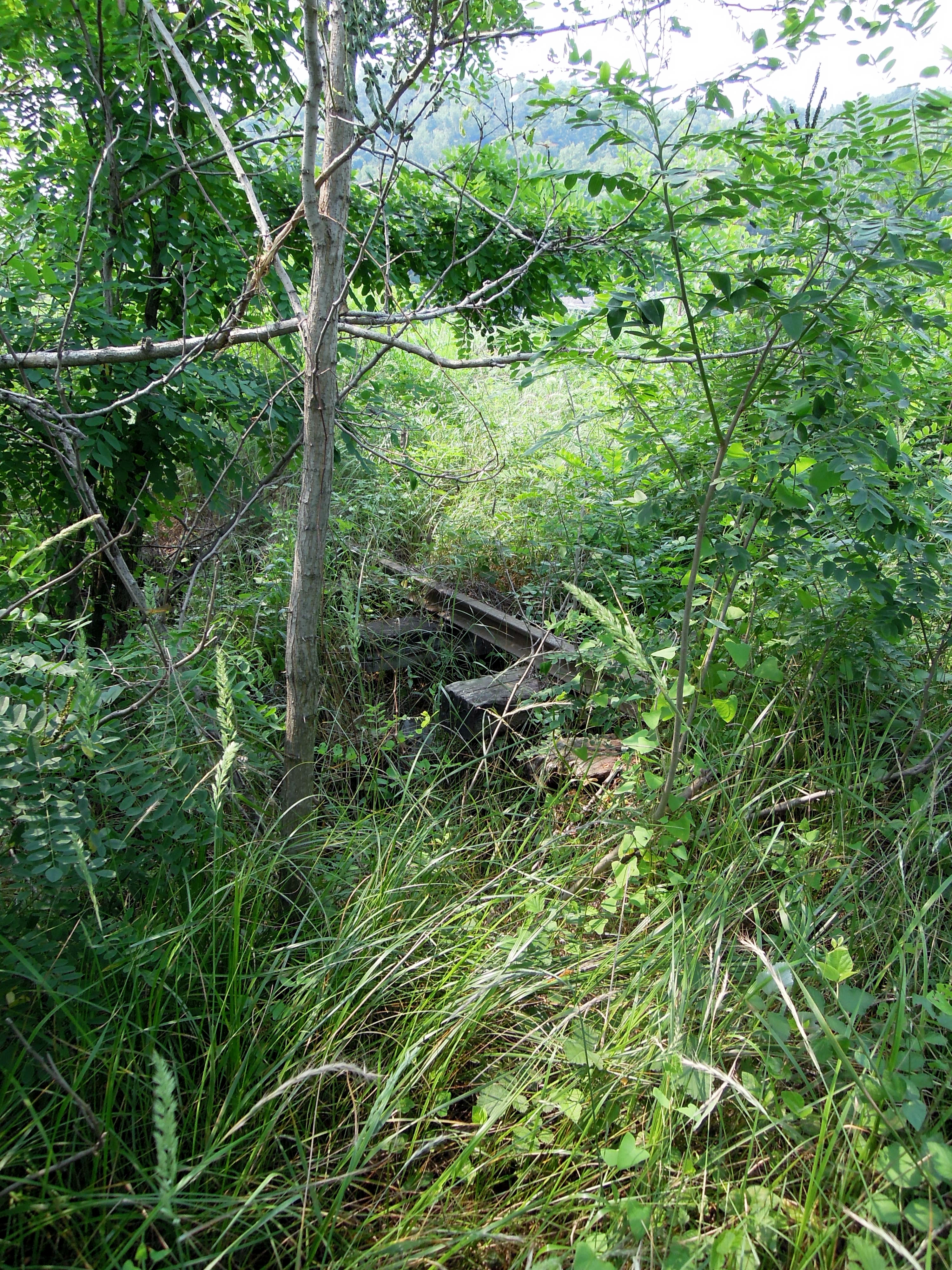
In Yacheon-ri, Hwaseong
37°14′51″B 126°54′58″Đ / 37,2475°B 126,91611°Đ
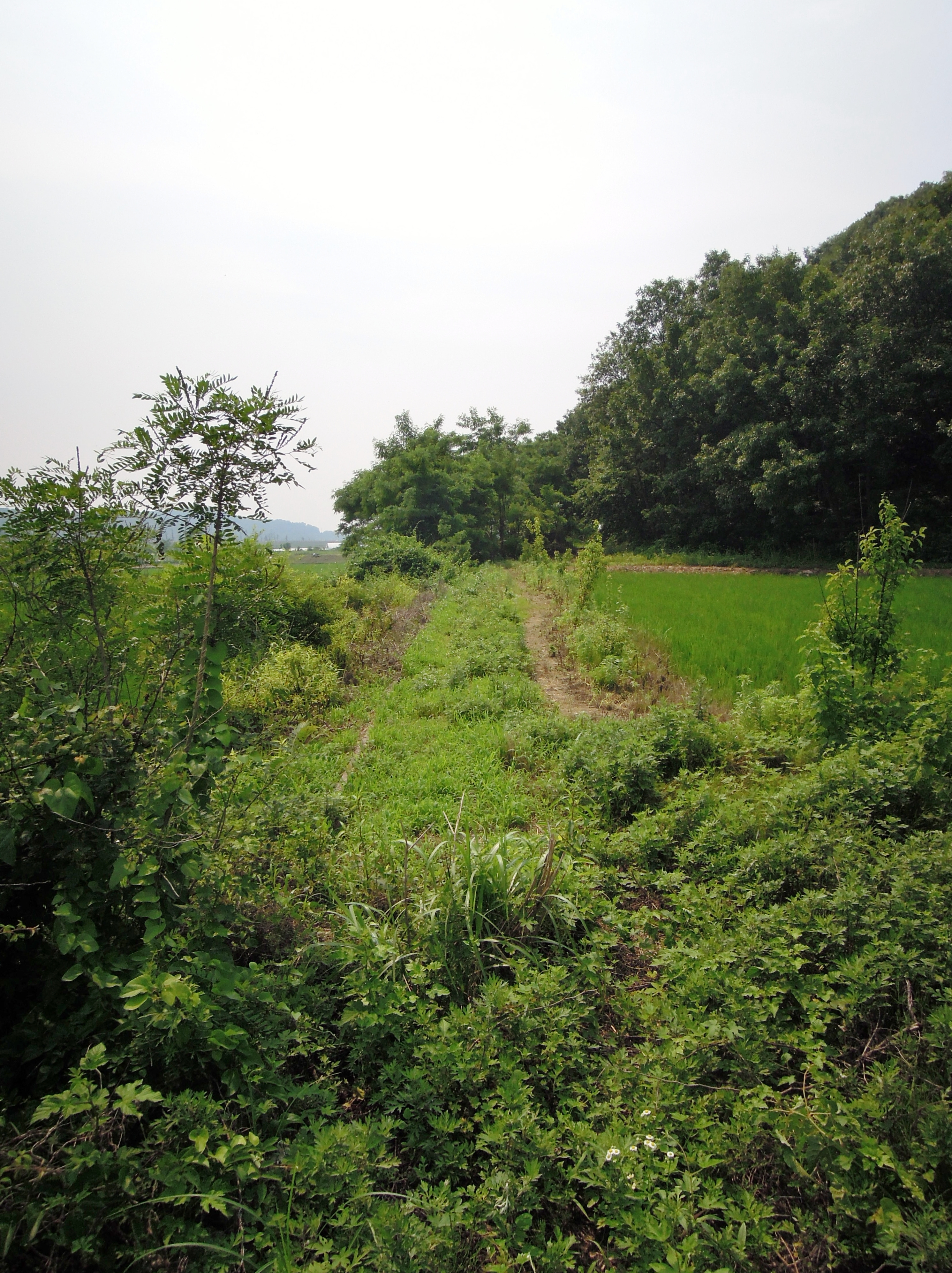
In Yacheon-ri, Hwaseong
37°14′52″B 126°54′57″Đ / 37,24778°B 126,91583°Đ
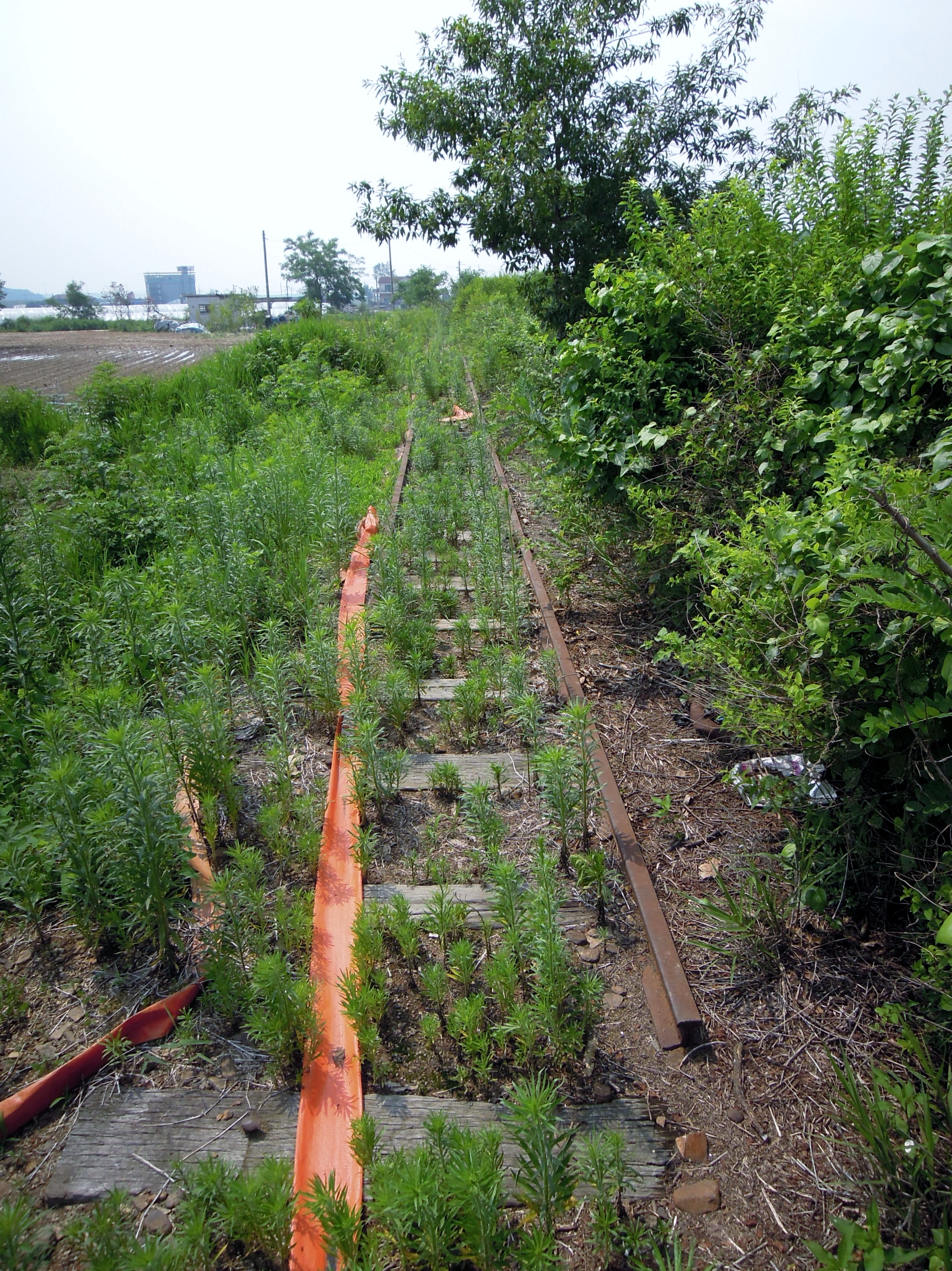
In Yacheon-ri, Hwaseong
37°14′53″B 126°54′53″Đ / 37,24806°B 126,91472°Đ
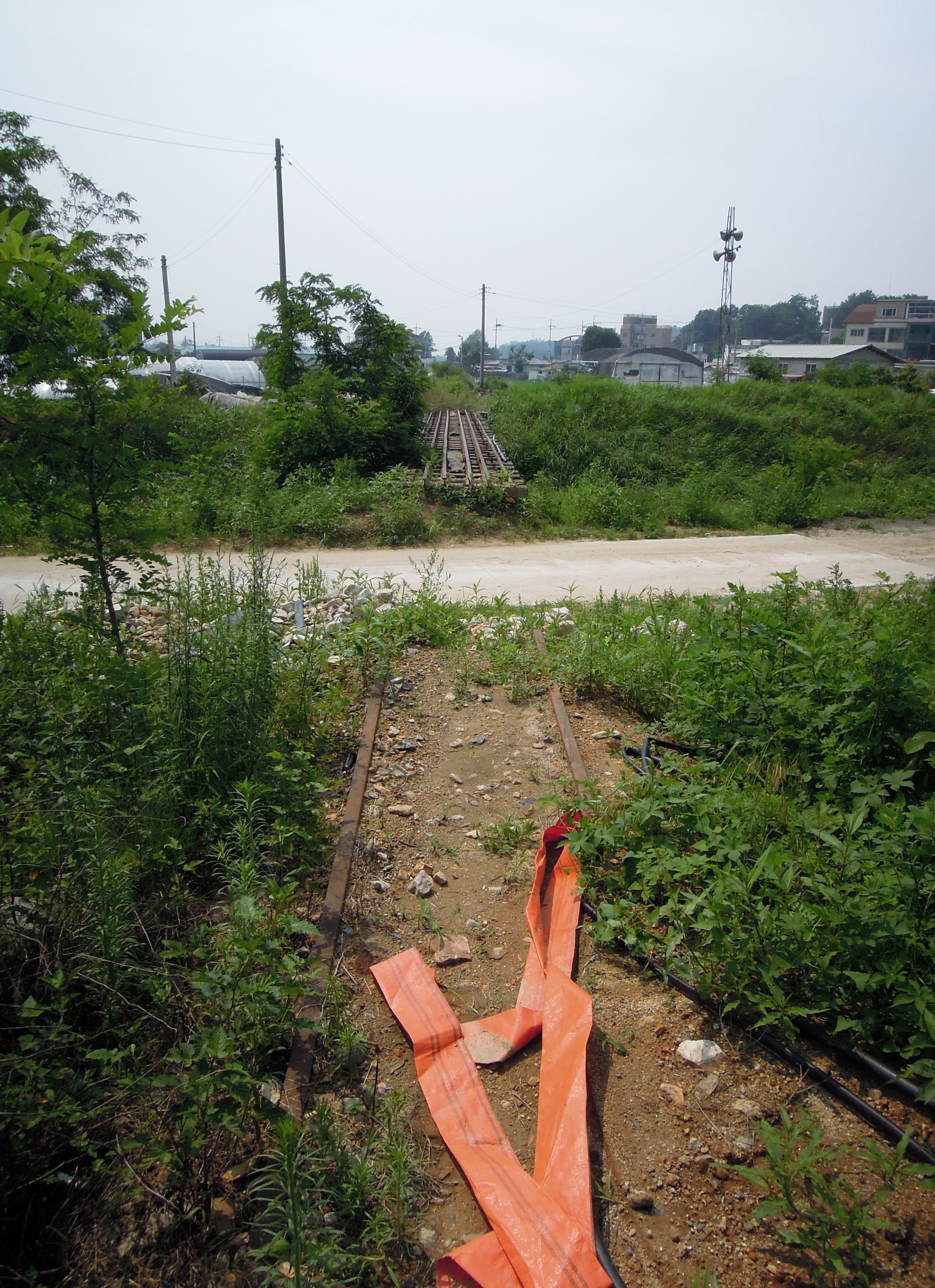
In Yacheon-ri, Hwaseong
37°14′53″B 126°54′51″Đ / 37,24806°B 126,91417°Đ
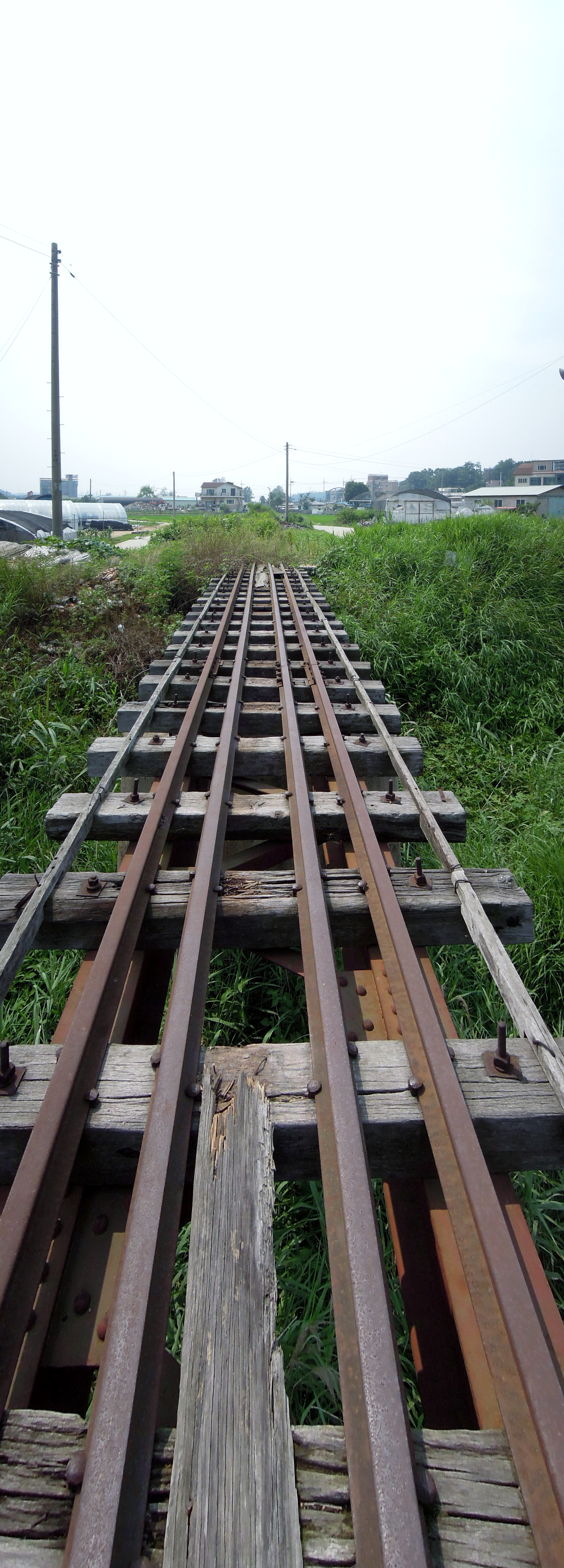
Băng qua Eo-cheon in Eocheon-ri, Hwaseong 37°14′54″B 126°54′49″Đ / 37,24833°B 126,91361°Đ
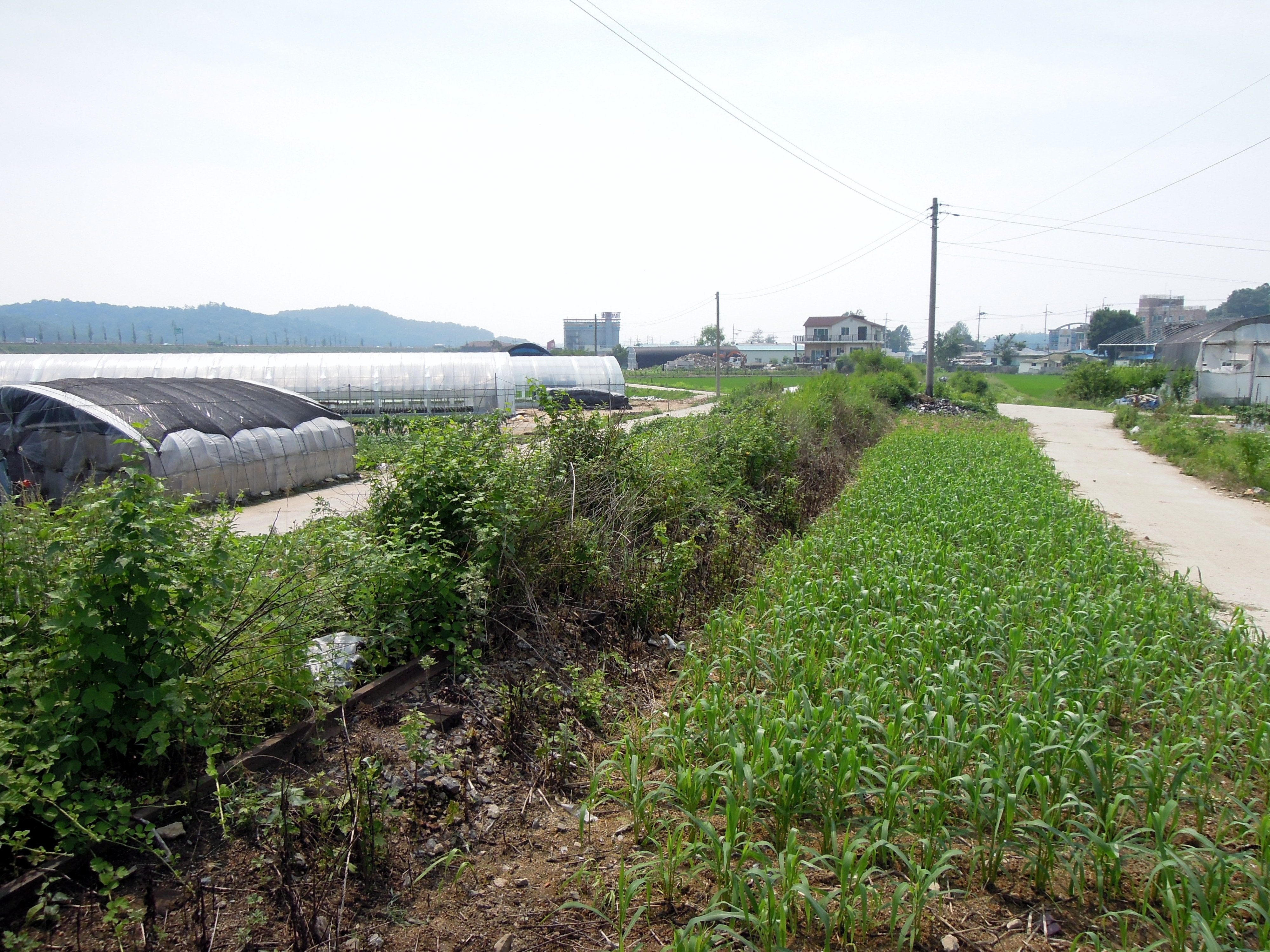
Ở Eocheon-ri, Hwaseong
37°14′54″B 126°54′48″Đ / 37,24833°B 126,91333°Đ
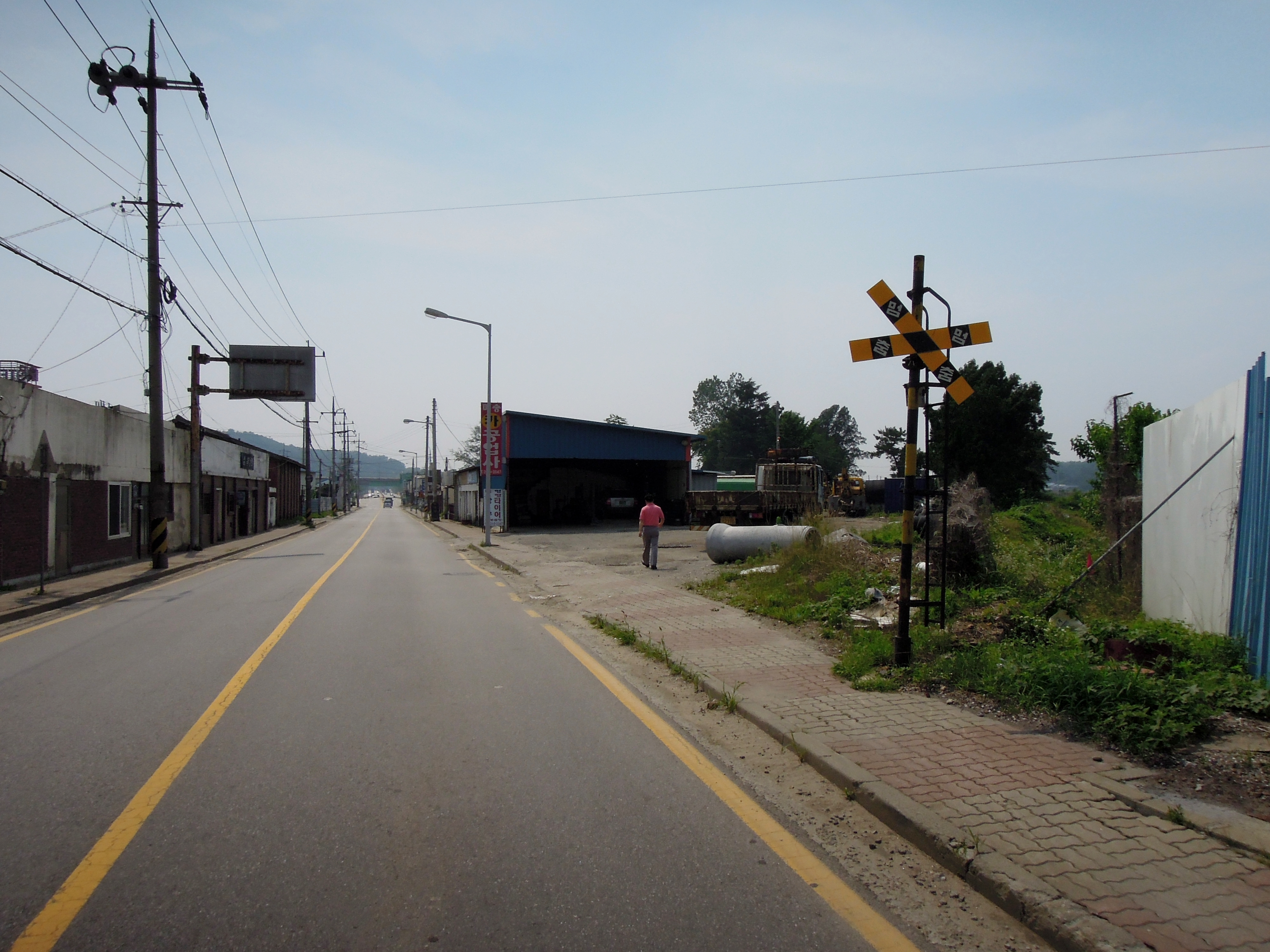
Đoạn gần Ga Eocheon
37°14′58″B 126°54′39″Đ / 37,24944°B 126,91083°Đ
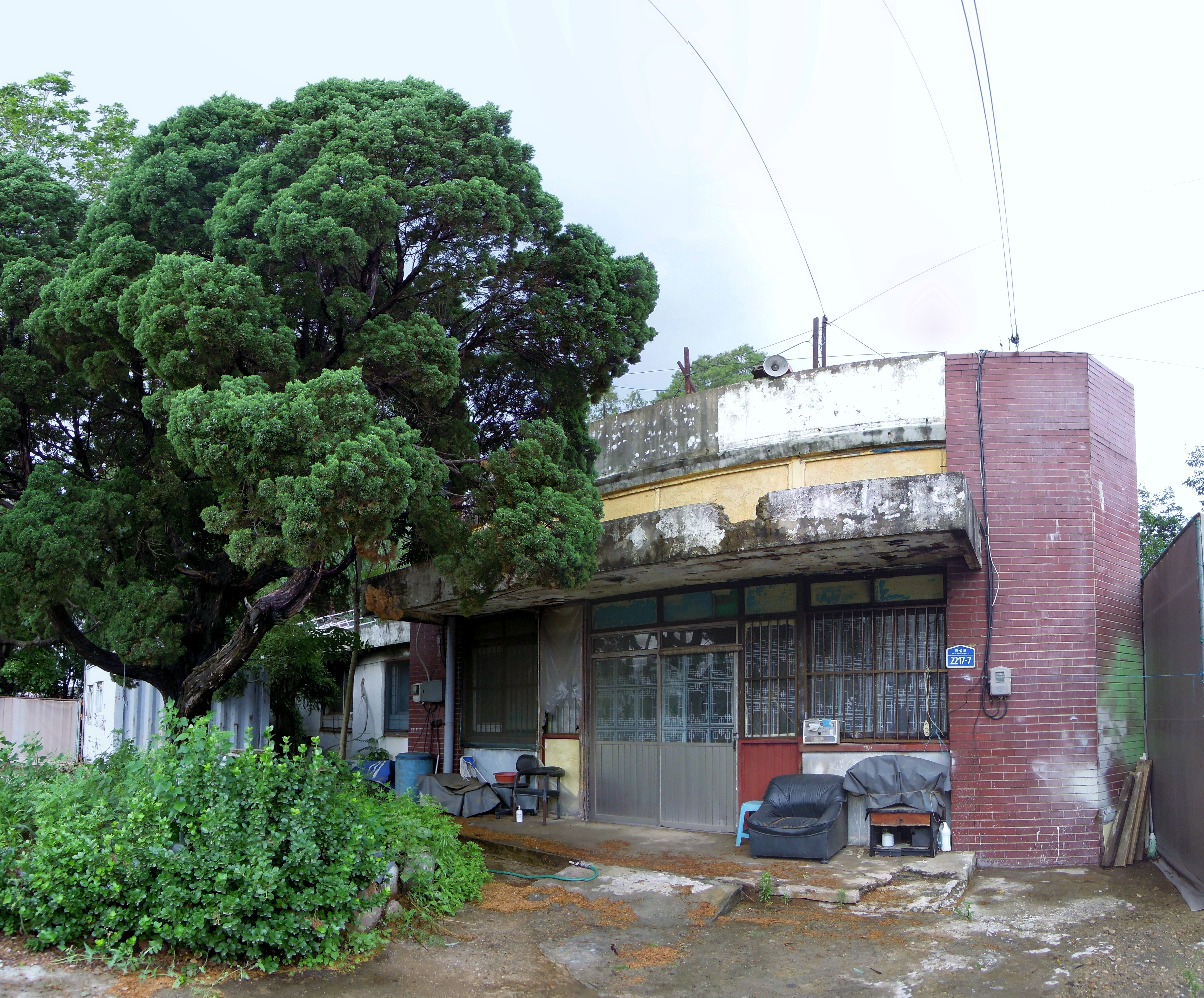
Ga Eocheon trước đây
37°14′59″B 126°54′33″Đ / 37,24972°B 126,90917°Đ
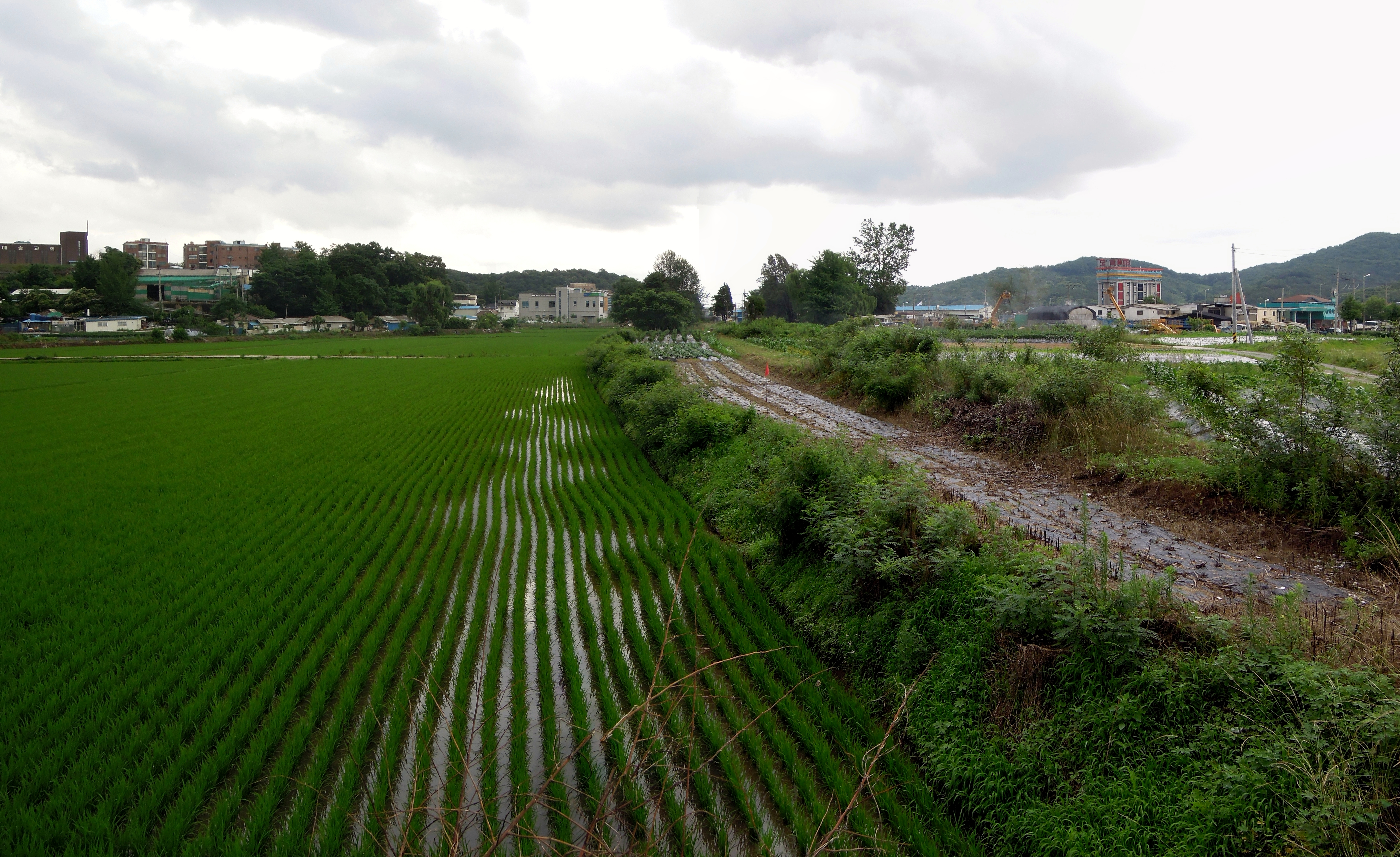
Eocheon từ phía Tây
37°15′0″B 126°54′28″Đ / 37,25°B 126,90778°Đ
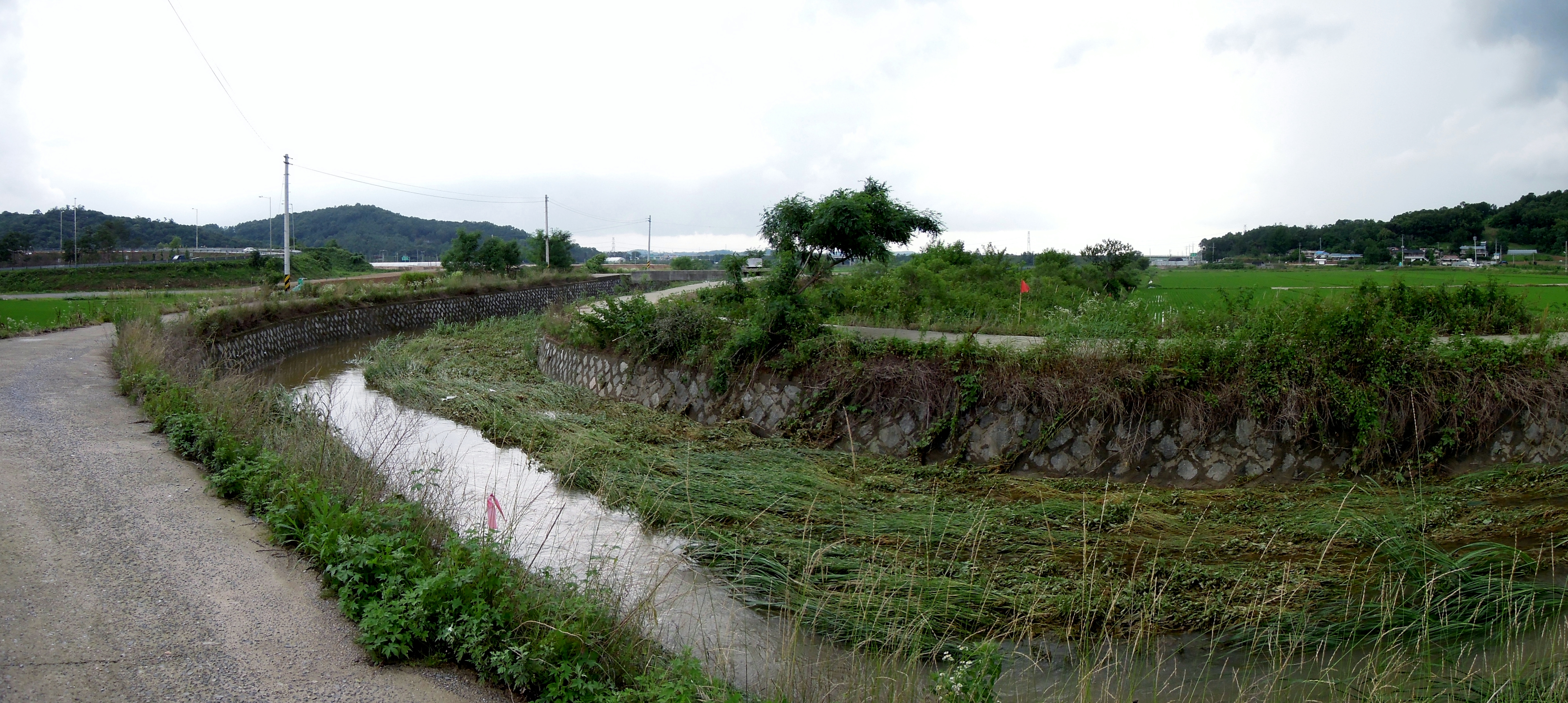
Suối phía tây Eocheon
37°15′3″B 126°54′26″Đ / 37,25083°B 126,90722°Đ
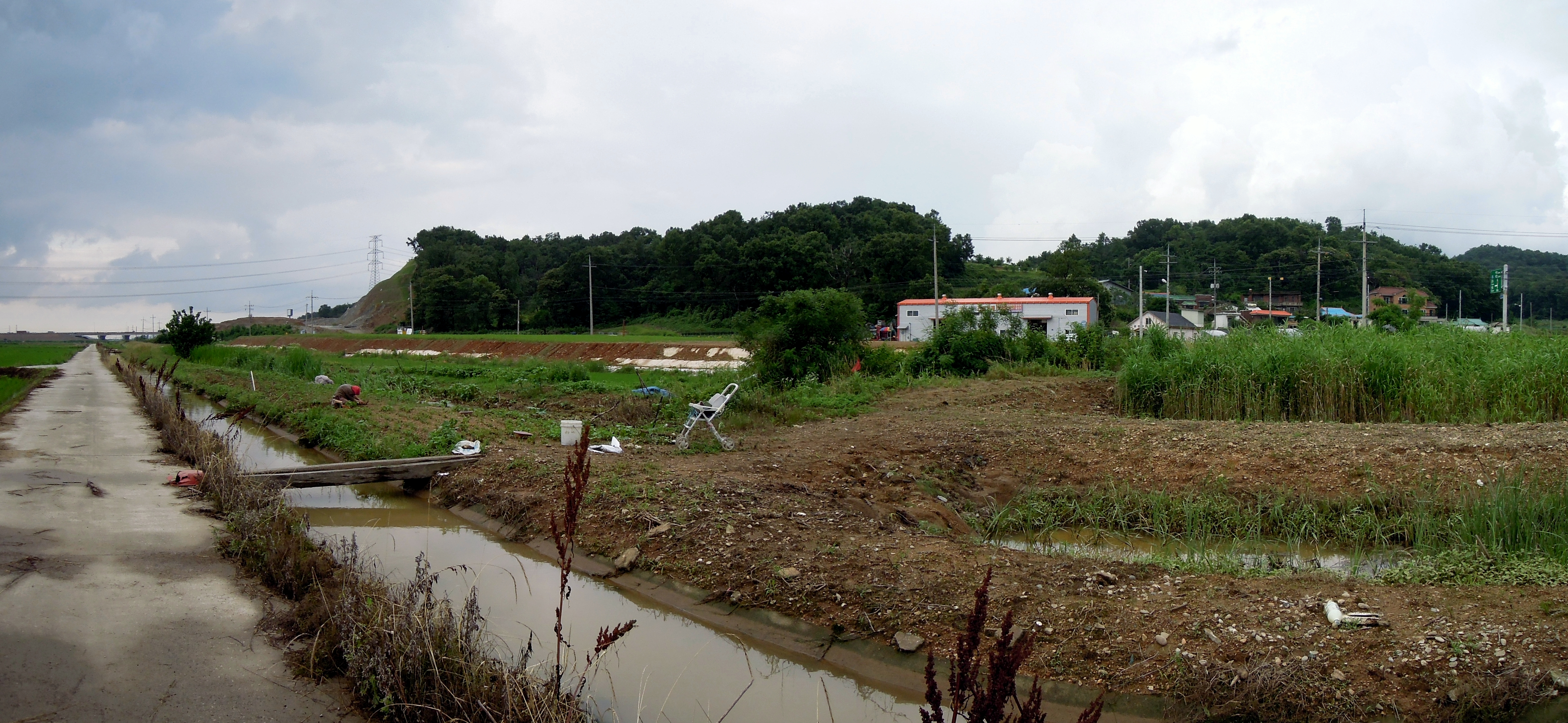
Giữa đường 39 và Đường cao tốc Seohaean
37°15′16″B 126°53′47″Đ / 37,25444°B 126,89639°Đ
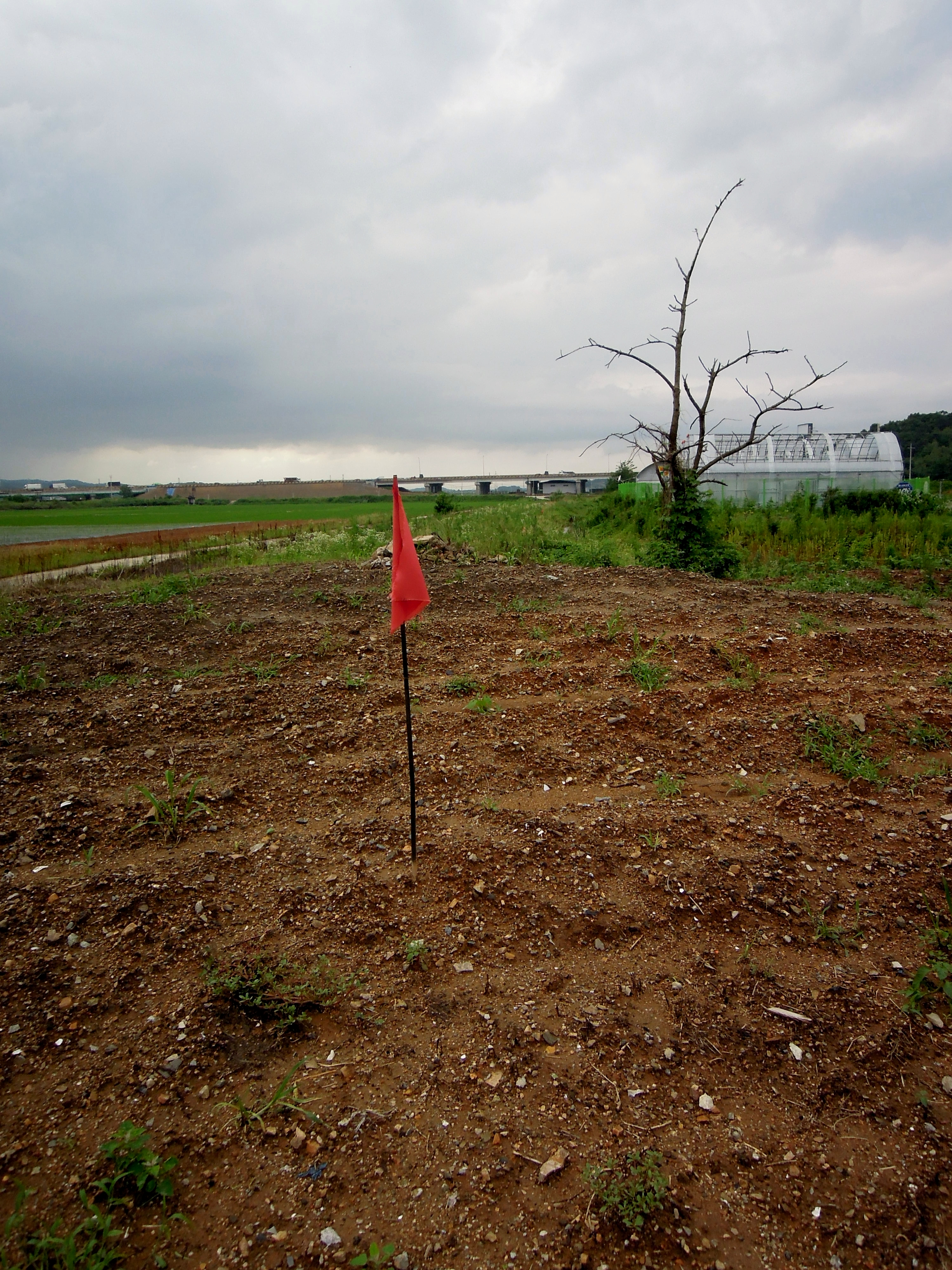
Vị trí đánh dấu giữa đường 39 và Đường cao tốc Seohaean
37°15′23″B 126°53′29″Đ / 37,25639°B 126,89139°Đ
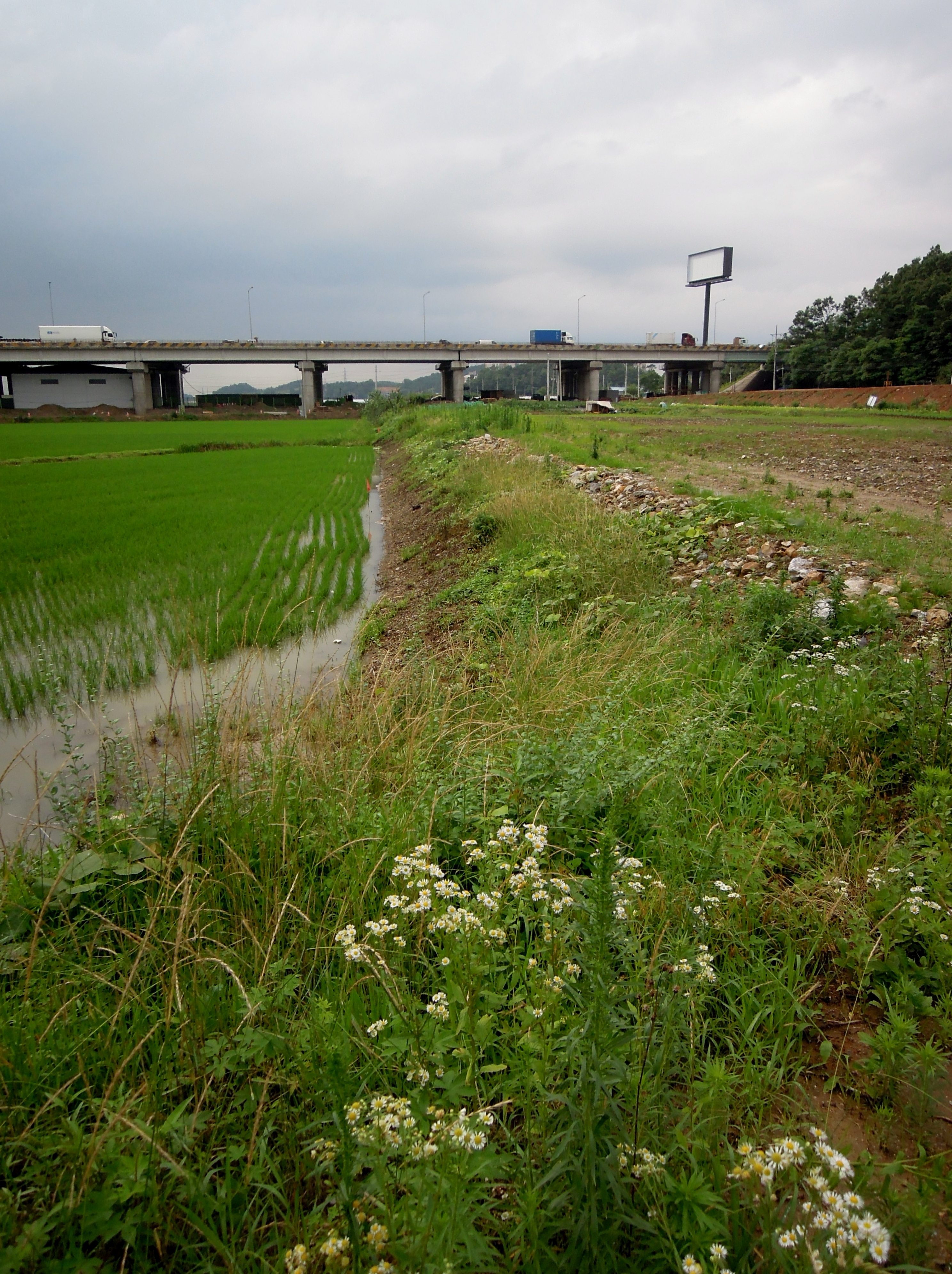
Gần Đường cao tốc Seohaean
37°15′30″B 126°53′17″Đ / 37,25833°B 126,88806°Đ
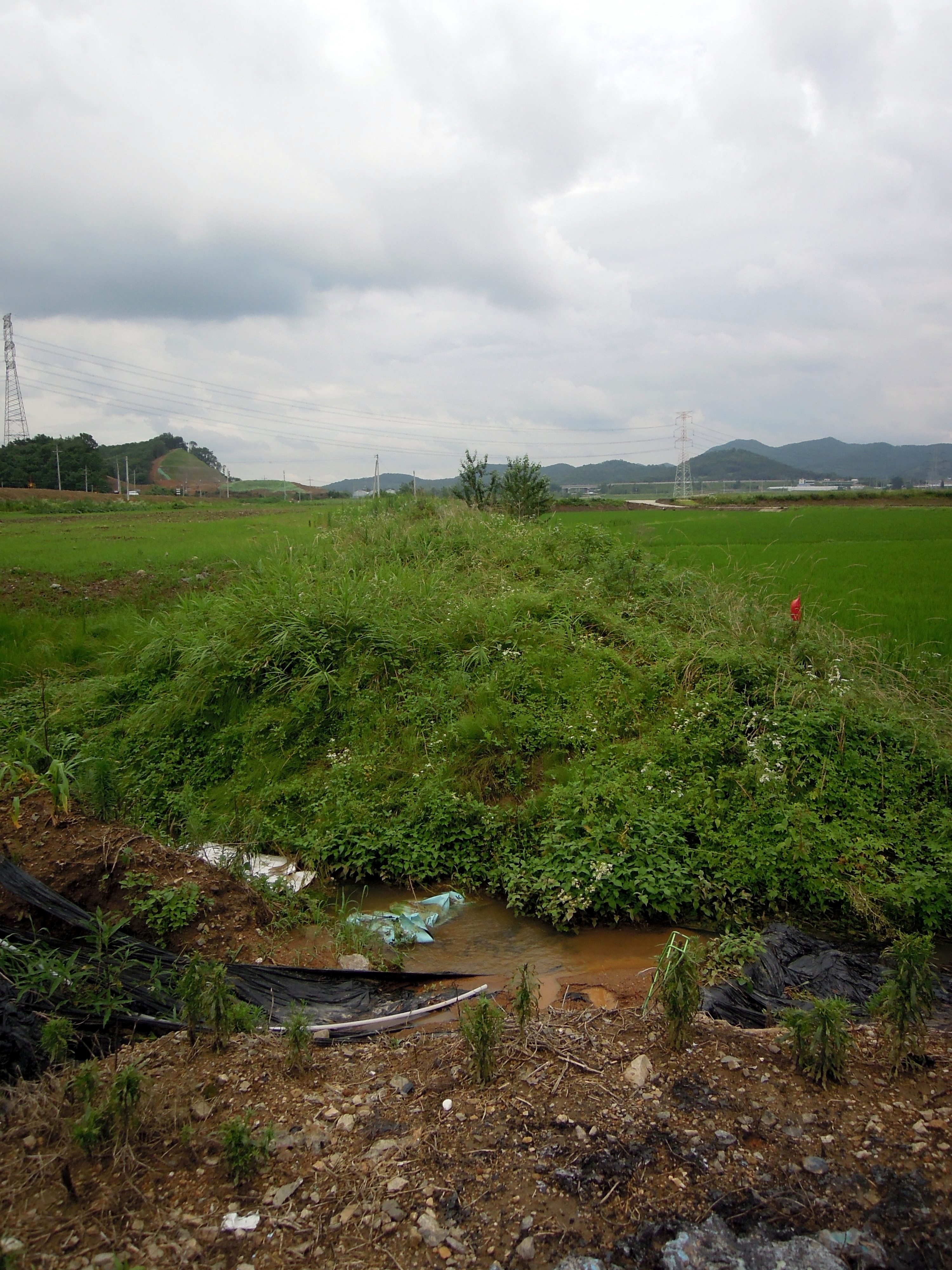
Gần Đường cao tốc Seohaean
37°15′34″B 126°53′13″Đ / 37,25944°B 126,88694°Đ
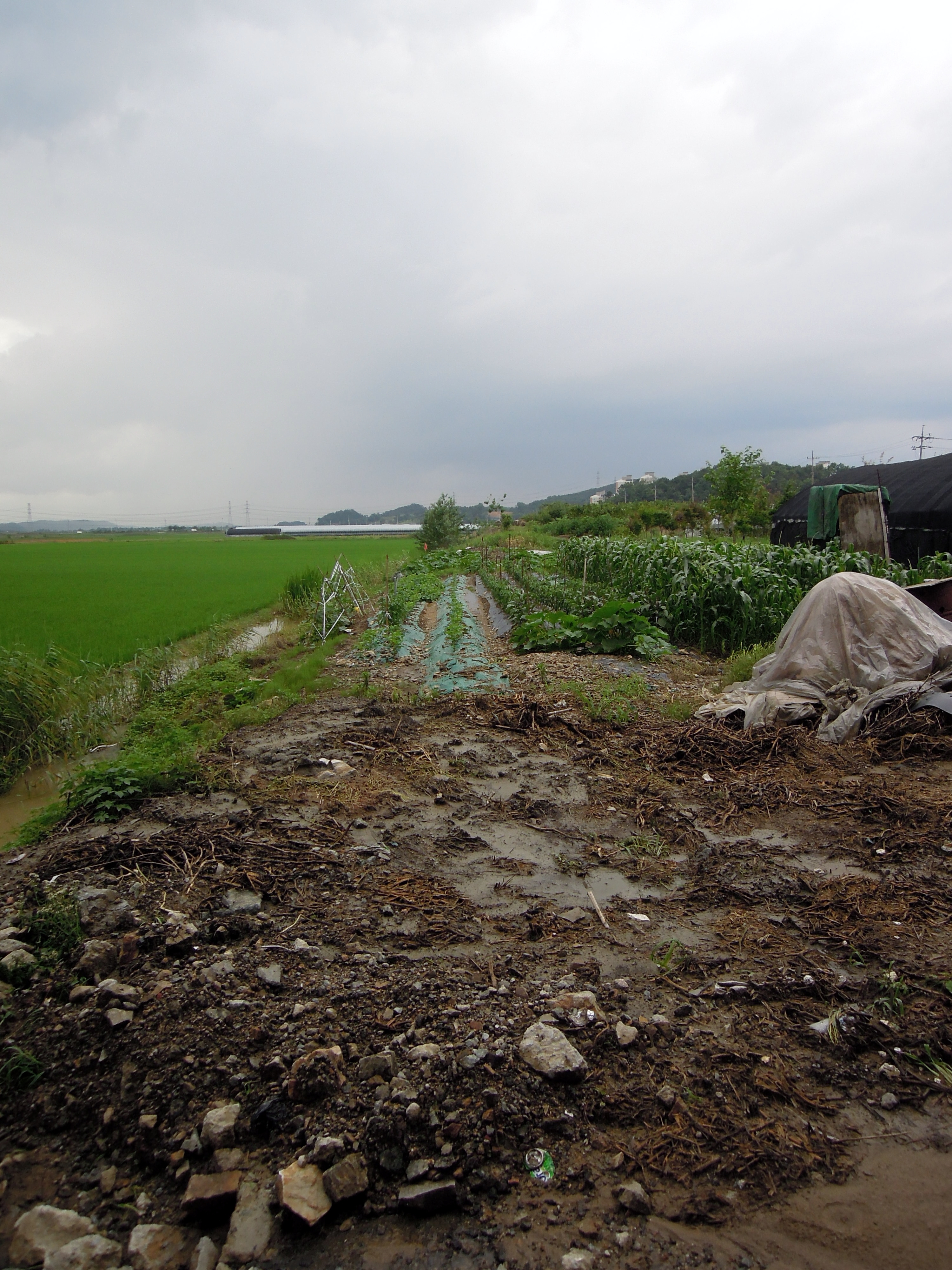
Nhìn từ phía Tây dưới Đường cao tốc Seohaean
37°15′35″B 126°53′11″Đ / 37,25972°B 126,88639°Đ